# Như Quỳnh (ca sĩ)
Lê Lâm Quỳnh Như (sinh ngày 9 tháng 9 năm 1970) thường được biết đến với nghệ danh Như Quỳnh, là một nữ ca sĩ người Mỹ gốc Việt thành công với dòng nhạc trữ tình. Năm 1991, cô đạt giải nhất cuộc thi Tiếng hát truyền hình Thành phố Hồ Chí Minh với ca khúc "Mùa xuân trên Thành phố Hồ Chí Minh". Năm 1993, cô sang Hoa Kỳ định cư theo diện HO. Năm 1994, Trung tâm Asia đã ký hợp đồng với cô. Năm 1996, cô chuyển sang cộng tác cho Trung tâm Thúy Nga. Năm 2007, Như Quỳnh trở lại cộng tác với Trung tâm Asia. Năm 2009, cô trở về Trung tâm Thúy Nga và cộng tác cho đến nay.

## Tiểu sử
Như Quỳnh có tên khai sinh là Lê Lâm Quỳnh Như, sinh ngày 9 tháng 9 năm 1970 tại Quảng Trị. Cô là con gái đầu lòng trong một gia đình gồm 3 người con. Những năm tháng đầu đời, Như Quỳnh rất khó nuôi, có lần tưởng đã nguy đến tính mạng khi bị sốt xuất huyết vào năm 1971, khi cả gia đình cô di chuyển vào Sài Gòn theo cha. Lý do chính khiến Như Quỳnh không thể theo học nhạc đến nơi đến chốn là hoàn cảnh rất khó khăn về kinh tế của gia đình sau khi cha cô đi học tập cải tạo.
Giai đoạn tuổi thơ, Như Quỳnh tham gia sinh hoạt và biểu diễn văn nghệ tại Nhà Thiếu nhi Thành phố Hồ Chí Minh. Sau khi tốt nghiệp trung học, Như Quỳnh đã tình nguyện cộng tác với Nhà Thiếu nhi để tập múa và tập hát cho các trẻ em. Do có năng khiếu ca hát cộng thêm sự khuyến khích của mẹ và bạn bè, Như Quỳnh ghi tên tham dự cuộc thi Tiếng hát Truyền hình Thành phố Hồ Chí Minh được tổ chức lần đầu tiên vào năm 1991 và đoạt giải đặc biệt với số điểm tuyệt đối.
Cô có 2 người em trai là Lê Lâm Tường Duy, tốt nghiệp kỹ sư điện toán vào khoảng giữa năm 2000, và Lê Lâm Tường Khuê là một người rất đam mê về ngành thiết kế thời trang, từng may nhiều kiểu áo dài cho Như Quỳnh mặc khi biểu diễn.
Tháng 4 năm 1993, cô cùng gia đình định cư tại Hoa Kỳ theo diện HO. Ban đầu, cả gia đình Như Quỳnh cư ngụ tại thành phố Philadelphia, tiểu bang Pennsylvania. Sau khi bố mẹ ly hôn, 2 mẹ con cô và em trai Tường Khuê đến cư ngụ tại thành phố Huntington Beach, California trong một căn nhà do cô mua. Vì yêu thương bố mẹ, Như Quỳnh phải đi lại giữa 2 nơi để chăm sóc cho họ. Sau khi qua Hoa Kỳ định cư được một thời gian, cô quyết định chuyển đổi nghệ danh của mình từ Quỳnh Như sang Như Quỳnh.

## Sự nghiệp
Trước khi sang Hoa Kỳ định cư, Như Quỳnh có thu hình một số ca khúc và được phát hành bởi các trung tâm băng nhạc tại Việt Nam. Sau năm 1994, cô sinh hoạt văn nghệ tại hải ngoại và không có liên quan nào đến văn nghệ trong nước. Cho đến năm 2018, Như Quỳnh chính thức được cấp phép biểu diễn tại Việt Nam.

### Trung tâm Asia (1994–1996)
Năm 1994, người điều hành Trung tâm Asia là nhạc sĩ Trúc Hồ và Thy Vân mời cô sang California thử giọng. Giọng hát và nhất là nét mặt xinh xắn của Như Quỳnh đã chiếm được cảm tình của ban giám đốc. Ngay trong lần xuất hiện đầu tiên ở Asia với nhạc phẩm Người tình mùa đông trong chương trình "Asia 6 - Giáng Sinh Đặc Biệt" đã gây ấn tượng mạnh với khán giả khắp nơi và nhiều người yêu mến cô qua hình ảnh đó. Bài hát tiếp theo của Như Quỳnh trong Asia 7 là bài hát Chuyện hoa sim, là một sáng tác độc quyền của nhạc sĩ Anh Bằng dành cho cô lúc đó. Album đầu tay mang Chuyện hoa sim đạt doanh số bán đĩa kỷ lục tại hải ngoại và đưa tên tuổi Như Quỳnh đến gần với khán giả khắp nơi. Hai album tiếp theo của cô là Rừng lá thay chưa và Chuyện tình hoa trắng cũng đạt doanh số bán đĩa cao cũng như sự thành công của bài Chuyện tình hoa trắng một sáng tác độc quyền khác của nhạc sĩ Anh Bằng dành cho Như Quỳnh đã chính thức đưa Như Quỳnh trở thành một ngôi sao hàng đầu hải ngoại. Giữa năm 1996, sau khi hết hợp đồng 2 năm với trung tâm Asia, Như Quỳnh không ký hợp đồng mới và chuyển sang trung tâm Thúy Nga. 

### Trung tâm Thúy Nga (1996–2007)
Hai năm sau, cô chuyển sang cộng tác cho Trung tâm Thúy Nga. Cuốn Paris by Night đầu tiên Như Quỳnh tham gia là Paris By Night 38 trong ca khúc Hoa tím người xưa của cố nhạc sĩ Thanh Sơn. Trong chương trình cô giải thích về nghệ danh của mình đó là vì tên thật trùng với một ca sĩ ở hải ngoại nên mới lấy nghệ danh là Như Quỳnh. 
Cùng một lúc với việc điều hành trung tâm nhạc NQ Records với Huy Anh - một người từng được cô coi như thân thiết - và hiện nay là Như Quỳnh Entertainment. Suốt bao nhiêu năm qua, những CD của Như Quỳnh vẫn là một trong những CD bán chạy nhất. Trong suốt giai đoạn này, Trung tâm Thúy Nga đã đưa tên tuổi của Như Quỳnh trở thành một trong những ca sĩ hàng đầu của nền âm nhạc hải ngoại qua một loạt các nhạc phẩm đặc sắc, được dàn dựng công phu cùng với đó là những bài tình ca, trữ tình ghi lại dấu ấn đặc sắc trong lòng khán giả như Hoa tím người xưa, Chuyện tình người trinh nữ tên Thi, Chuyến đi về sáng.
Cũng trong giai đoạn này, Trung tâm Thúy Nga đã kết hợp Như Quỳnh và Trường Vũ qua ca khúc Nhớ người yêu của nhạc sĩ Giao Tiên. Trở thành một trong những cặp song ca được yêu thích của nền âm nhạc tại hải ngoại. Cả hai cũng đã cho ra mắt 2 CD album và một DVD tập hợp các ca khúc đã từng biểu diễn trên sân khấu của trung tâm Thúy Nga.

### Trở lại Trung tâm Asia (2007–2009)
Trong năm 2007, Như Quỳnh xuất hiện tại Thúy Nga với bài hát Mưa trên quê hương trong Paris By Night 89. Tháng 8 năm 2007, Như Quỳnh trở lại Trung tâm Asia.
Hoạt động trở lại Asia cô tham gia chương trình Asia 56 "Yêu Đời Yêu Người" và hát bài Mưa buồn, một sáng tác mới được nhạc sĩ Anh Bằng dàng riêng cho Như Quỳnh. Kể từ đó, Như Quỳnh xuất hiện trong các đĩa CD tiếp theo, DVD Karaoke, và DVD của Trung tâm Asia.

### Trở về Trung tâm Thúy Nga (2009 – nay)
Sau 2 năm ở Trung tâm Asia, Như Quỳnh trở lại trung tâm Thúy Nga và xuất hiện trong chương trình Paris By Night 98.
Trong chương trình Paris By Night 99, Như Quỳnh đã thể hiện bài hát Duyên phận. Bài hát được nhạc sĩ Thái Thịnh đặt vào rất nhiều tâm huyết mà viết riêng cho cô, để cô hát trong chương trình Paris By Night 90 - Chân Dung Người Phụ Nữ Việt Nam. Nhưng vì lúc đó cô đang cộng tác với trung tâm Asia nên không thể hát được. Sau 2 năm, Như Quỳnh trở về trung tâm Thúy Nga và được giao hát bài hát này.
Cuối năm 2012, Như Quỳnh có trở lại trong cuốn ASIA 71, tuy nhiên cô chỉ là khách mời giao lưu và không được biểu diễn trên sân khấu.
Vào ngày 23 tháng 8 năm 2020, trung tâm Thúy Nga đã phát hành MV Buồn Làm Chi Em Ơi (Nguyễn Minh Cường) do Như Quỳnh trình bày trên kênh Youtube của trung tâm.

### Thực hiện liveshow tại Việt Nam và làm giám khảo
Sau nhiều năm đợi chờ của khán giả hâm mộ Như Quỳnh tại Việt Nam, cô đã trở về lại quê hương và mong muốn đem tiếng hát của mình để phục vụ cho khán giả qua các liveshow và đặc biệt lần đầu tiên với vai trò làm huấn luyện viên.
Năm 2018, Như Quỳnh chính thức làm huấn luyện viên Thần tượng Bolero mùa thứ ba cùng với Ngọc Sơn và Quang Lê.
Như Quỳnh được Cục Nghệ thuật biểu diễn (Bộ Văn hóa, Thể thao và Du lịch) cấp phép biểu diễn từ tháng 1 đến tháng 4 năm 2018, sau đó Cục Nghệ thuật biểu diễn xem xét để kéo dài thời gian.
Sau nhiều lần vướng mắc về thủ tục cấp phép, Liveshow "Duyên phận" diễn ra vào ngày 26 tháng 1 năm 2018 tại Trung tâm Hội nghị quốc gia. Đồng hành cùng Như Quỳnh là nam ca sĩ Trường Vũ – giọng hát đã cùng cô tạo thành cặp đôi ăn ý và nam ca sĩ Đàm Vĩnh Hưng.

## Đời tư
Như Quỳnh kết hôn với kỹ sư không gian Nguyễn Thắng, một người công tác trong cơ quan chính phủ Hoa Kỳ. Họ có một con gái tên là Melody Đông Nghi. Năm 2015, Như Quỳnh đã chính thức ly hôn với Nguyễn Thắng.Hiện tại cô cho biết chỉ tập trung vào sự nghiệp và tận hưởng hạnh phúc thật sự của đời mình. 

## Sức ảnh hưởng
Như Quỳnh tuy hoạt động ở hải ngoại là chủ yếu nhưng lại có một lượng lớn những người yêu thích và thần tượng ở Việt Nam.
Những ca khúc do Như Quỳnh thể hiện đều được rất nhiều người yêu thích. Điển hình nhất là hai bài hát Vùng lá me bay và Duyên phận mà Như Quỳnh từng thể hiện vào năm 2010 đã trở thành một hiện tượng vào những năm 2016 - 2017, khi dòng nhạc Bolero bùng nổ mạnh mẽ tại Việt Nam. Chính bởi sự yêu mến đó mà nhạc sĩ Thái Thịnh, tác giả ca khúc Duyên phận, đã viết một bài hát mới lấy tên Lênh đênh phận buồn như là sự tiếp nối để tặng riêng cho tiếng hát Như Quỳnh trong cuốn Paris By Night 122.

## Album
Dưới đây là các CD, DVD và các ca khúc do Như Quỳnh biểu diễn.

### CD

#### Solo album
| Danh sách |
| --- |
| - ASIA CD 074, 1995: Như Quỳnh 1 - Chuyện hoa sim (Asia Ent.) 1. Chuyện Hoa Sim (Nhạc: Anh Bằng, Thơ: Hữu Loan) 2. Người Tình Mùa Đông (LV: Anh Bằng) 3. Mưa (Dzoãn Bình) - hát với Mạnh Đình 4. Mộng Du (Phạm Duy) 5. Biển Dâu (Lê Dinh - Phương Trà) 6. Lá Diêu Bông (Trần Tiến) - hát với Mạnh Đình 7. Chuyện Hoa Tigôn (Nhạc: Anh Bằng, Thơ: TTKH) 8. LK Mưa: Mưa Đêm Ngoại Ô (Đỗ Kim Bảng), Mưa Nửa Đêm (Trúc Phương), Tình Đã Bay Xa (Nhật Ngân), Nụ Hôn Dưới Mưa (Anh Tài) - hát với Mạnh Đình, Lâm Thúy Vân 9. Xin Người Về (Trúc Giang) 10. Mưa Qua Phố Vắng (Hà Phương) - hát với Mạnh Đình - ASIA CD 079, 1995: Như Quỳnh 2 - Rừng lá thay chưa (Asia Ent.) 1. Rừng Lá Thay Chưa (Nhạc: Huỳnh Anh, Thơ: Hoàng Ngọc Ẩn) 2. Như Vạt Nắng (Trúc Hồ) 3. Mưa trên biển vắng (LV: Nhật Ngân) 4. Con Đường Xưa Em Đi (Châu Kỳ - Hồ Đình Phương) 5. Một Ngày Không Gọi Nhau (Nhạc: Trúc Hồ, Thơ: Đặng Hiền) 6. Qua Ngõ Nhà Anh (Anh Bằng) 7. Chuyện Hợp Tan (Quốc Dũng) 8. Mưa Xa (Nhạc: Trúc Sinh, Thơ: Đặng Hiền) 9. Gửi Về Anh (Đỗ Thu) 10. Sao Chưa Thấy Hồi Âm (Châu Kỳ) - ASIA CD 084, 1996: Như Quỳnh 3 - Chuyện tình hoa trắng (Asia Ent.) 1. Chuyện Tình Hoa Trắng (Nhạc: Anh Bằng, Thơ: Kiên Giang) 2. Anh Cứ Hẹn (Nhạc: Anh Bằng, Thơ: Hồ Dzếnh) 3. Hãy Quay Về Bên Nhau (Trúc Giang) 4. Nhà Anh Nhà Em (Anh Sơn) - hát với Mạnh Đình 5. Đà Lạt Xa Nhau (Anh Bằng) 6. Đến Bên Nhau (Nhạc: Trúc Sinh, Thơ: Lê Đức Long) - hát với Gia Huy 7. Một Mình Trong Chiều Vắng (LV: Khúc Lan) 8. Lòng Mẹ (Y Vân) 9. Tình Phai (Anh Bằng) 10. Mưa Rừng (Huỳnh Anh) - CD1, 1996: Một đời tìm nhau (NQ Records) Thúy Nga tái bản (2019): TNCD 615 1. Hoa Tím Người Xưa (Thanh Sơn) 2. Một Mình Thôi (Anh Việt Thu - Thanh Tâm) 3. Chia Ly (Đỗ Lễ) - hát với Thái Châu 4. Bao Giờ Ta Gặp Lại Ta (Trịnh Lâm Ngân) 5. Tình Yêu Trả Lại Trăng Sao (Lê Dinh) 6. Một Đời Tìm Nhau (Nhật Ngân) 7. Giọt Sầu Chưa Vơi (Trung Hành) 8. Những Ngày Yêu Nhau (Y Vân) - hát với Thái Châu 9. Yêu Là Chết Ở Trong Lòng (Thanh Hằng) 10. Chờ Một Ngày (Lam Phương) - CD04, 1997: Em vẫn hoài yêu anh (NQ Records) Thúy Nga tái bản (2019): TNCD 614 1. Chờ Người (Khánh Băng) 2. Nắng Lên Xóm Nghèo (Phạm Thế Mỹ) 3. Lạnh Trọn Đêm Mưa (Huỳnh Anh) 4. Tình Đời Đổi Thay (Diên An) 5. Mộng Ban Đầu (Hoàng Trọng, Hồ Đình Phương) 6. Em Vẫn Hoài Yêu Anh (Trịnh Lâm Ngân) 7. Giọt Sầu Trinh Nữ (Thu Hoài, Nguyễn Đan Linh) 8. Đừng Nói Xa Nhau (Châu Kỳ, Hồ Đình Phương) - hát với Tường Nguyên 9. Thuở Ấy Yêu Nhau (Hoàng Nguyên) 10. Hỏi Còn Nhớ Hay Quên? (Nhật Ngân) 11. Chạnh Lòng - Thúy Nga đại diện, 1998: Nếu đời không có anh (NQ Ent.) Thúy Nga tái bản (2019): TNCD 617 1. Chuyện Tình La Lan (Vinh Sử) 2. Hoa Nở Về Đêm (Mạnh Phát) 3. Hai Vì sao Lạc (Anh Việt Thu) 4. Cô Thắm Về Làng (Giao Tiên) 5. Vầng Trăng Vỡ Tan (Trúc Quỳnh) 6. Mưa Chiều (Song Ngọc) 7. Trộm Nhìn Nhau (Trầm Tử Thiêng) 8. Về Quê Ngoại (Hàn Châu) 9. Loài Hoa Không Vỡ (Phạm Mạnh Cương) 10. Nếu Đời Không Có Anh (Hoàng Trang) - CD11, 1999: Vòng tay giữ trọn ân tình (NQ Records) 1. Vòng Tay Giữ Trọn Ân Tình (Y Vân, Đỗ Kim Bảng) 2. Vòng Tay Giữ Trọn Ân Tình (Hoà Tấu) 3. Giọt Sầu Chưa Vơi (Trung Hành) - TNCD 196, 1999: Tình Yêu Vỗ Cánh (Thúy Nga) 1. Tình Yêu Vỗ Cánh - hát với Mạnh Đình 2. Câu lạc bộ Làm Quen (Quốc Dũng) 3. Thành phố Sương Mù (Huỳnh Anh) 4. Niềm Vui Không Trọn Vẹn (Lam Phương) 5. Chuyến Đi Về Sáng (Trần Thiện Thanh - Mạnh Phát) 6. Mùa Đông Thương Nhớ (Hùng Linh) 7. Cho Vừa Lòng Em (Phan Trần) - hát với Thế Sơn 8. Chiều Cuối Tuần (Trúc Phương) 9. Người Yêu Dấu (LV: Chí Tài) 10. Tàn Nỗi Mong Chờ (LV: Lê Xuân Trường) - TNCD 209, 2000: Yêu tiếng hát ngày xưa (Thúy Nga) 1. Tiếng Hát Chim Đa Đa (Võ Đông Điền) 2. Thuyền Xa Bến Đỗ (Huy Phương) 3. Tình Em Tình Anh (Song Ngọc) 4. Người Tình Và Quê Hương (Trịnh Lâm Ngân) 5. Em Vẫn Sầu (LV: Khúc Lan) 6. Miền Trung Thương Nhớ (Châu Kỳ) 7. Cho Tôi Được Một Lần (Bảo Thu) 8. Yêu Tiếng Hát Ngày Xưa (Thanh Sơn) 9. Chiều Thương Đô thị (Song Ngọc - Hoài Linh) 10. Tiếng Dân Chài (Phạm Đình Chương) - hát với Thế Sơn, Nguyễn Hưng, Hoàng Lan, Phi Nhung - TNCD 228, 2000: Lý bông mai (Thúy Nga) 1. Màu Hoa Bí (Võ Đông Điền) 2. Em Đi Xem Hội Trăng Rằm (Nguyễn Nghị) 3. Nhớ Em Lý Bông Mai (Trương Quang Tuấn, Thơ: Kim Tuấn) 4. Hẹn hò Đêm Trăng (LV: Nhật Ngân) - hát với Mạnh Đình 5. Lỡ Bước Sang Ngang (Song Ngọc) 6. Hoa Thương Nhớ Ai (Nguyễn Hữu Thiết) 7. Hãy Nói Lời Yêu Anh (LV: Nguyễn Ngọc Thiện) 8. Tiền Và Lá (Lỹ Dũng Liêm) - hát với Mạnh Đình 9. Buồn Như Phượng (Thanh Sơn) 10. Cô Tấm Ngày Nay (Ngọc Châu) - hát với Bảo Hân, Loan Châu, Châu Ngọc - Thúy Nga đại diện, 2001: Người thương kẻ nhớ (NQ Ent.) Thúy Nga tái bản (2019): TNCD 618 1. Người Thương Kẻ Nhớ (Hàn Châu) 2. Thương Anh Mắt Đợi Mắt Chờ (Doãn Bình) 3. Người Cùng Cảnh Ngộ (LV: Nguyễn Ngọc Thiện) - hát với Chí Tài 4. Phận Má Hồng (Hoài Nam, Trần Nam Cách) 5. Ga Chiều (Lê Dinh) 6. Còn Thương Rau Đắng Mọc Sau Hè (Bắc Sơn) 7. Siết Chặt Bàn Tay (Trúc Phương, Văn Khánh) 8. LK Cô Bé Nhỏ Xinh - hát với Thế Sơn 9. Nếu Ta Đừng Quen Nhau (Huỳnh Anh) 10. Ngàn Thu Vĩnh Biệt (Ngọc Lâm) - Thúy Nga đại diện, 2002: Tình ơi... có hay (Thúy Nga) Thúy Nga tái bản (2019): TNCD616 1. Vu Vơ (Lê Quốc Dũng) 2. Phút Giây Ban Đầu (LV: Khúc Lan) 3. Tình Ơi Có Hay (LV: Khúc Lan) 4. Lời Hứa Đã Qua (LV: Minh Tâm) 5. Mười Ngón Tay Tình Yêu (LV: Nhật Ngân) 6. Trở Lại Phố Cũ (LV: Minh Khang) 7. Nụ Cười Xinh (LV: Chí Tài) 8. Cô Bé Kính Cận (Nguyễn Nhất Huy) 9. Nhớ Anh (Song Ngọc) 10. Sắc Màu Con Gái (Anh Quý, Nguyễn Thái Dương) 11. Chồng Sớm (Thành Công) 12. Mùa Thu Lá Bay (LV: Nam Lộc) - TNCD 292, 2003: Tơ tằm (Thúy Nga) 1. Tơ Tằm (Huỳnh Ngọc Đông) 2. Nhớ Nhà (Võ Thiện Thanh, Phan Minh Tấn) 3. Định Mệnh Buồn 4. Làm Dâu Miệt Vườn (Trương Quang Tuấn) 5. Lưu Luyến Tình Quê (Nguyễn Nhất Huy) 6. Anh Buồn Em Thương (Thanh Phong, Nguyễn Đào Nguyên) - hát với Trường Vũ 7. Người Đã Sang Sông (Nguyễn Nhất Huy) 8. Ngựa Ô Lang Thang (Nguyễn Ngọc Thạch) 9. Sớm Chồng (Vũ Quốc Việt) 10. Chuyện Người Con Gái Hái Sim (Hồng Vân) - TNCD 319, 2004: Khúc ca Đồng Tháp (Thúy Nga) 1. Trang Nhật Ký (Hoàng Trọng) 2. Bão Rừng - Ca khúc 1 (Hồng Vân, Trần Quý) 3. Bao Giờ Em Quên (Duy Khánh) - hát với Trường Vũ 4. Chỉ Là Phù Du (LV: Thiệu Kỳ Anh) 5. LK Giọng Ca Dĩ vãng (Bảo Thu), Giọt Lệ Đài Trang (Châu Kỳ) - hát với Thế Sơn 6. Dựng Một Mùa Hoa (Hoài An, Phó Quốc Thăng) 7. Nửa Vầng Trăng (Nhật Trung) 8. Huế Buồn (Lê Dinh) 9. Sao Trời Lấp Lánh 10. LK Tàu đêm năm cũ, Hai Chuyến Tàu Đêm (Trúc Phương) - hát với Thế Sơn 11. Chuyện Phim Buồn (Dạ Lan Thanh) 12. Khúc Ca Đồng Tháp (Thu Hồ) - TNCD 359, 2005: The best of Như Quỳnh 1 - 2CD (Thúy Nga) 1. Lan & Điệp 3 (Mạc Phong Linh, Mai Thiết Lĩnh) 2. Chỉ Có Một Người (Minh Kỳ) 3. Ai Khổ Vì Ai (Thương Linh) 4. Đêm Không Trăng Sao (Mạnh Phát) 5. Tình Cao Thượng (Hàn Sinh) - Trường Vũ 6. Em Chờ Anh Trở Lại (Hoàng Nguyên) 7. Biết Đến Bao Giờ (Lam Phương) 8. Duyên Kiếp (Lam Phương) - hát với Trường Vũ 9. Cánh Hoa Yêu (Hoàng Trọng, Vĩnh Phúc) - Trường Vũ 10. Tiếng Hát Hậu Phương (Minh Kỳ, Dạ Cầm) 11. Bà Mẹ Quê (Phạm Duy) 12. LK Đi Với Tôi (Canh Thân), Vui Đời Nghệ Sĩ (Văn Phụng) - Hợp ca 13. Khúc Ca Mùa Hè (Canh Thân) 14. Chuyện Tình Người Trinh Nữ Tên Thi (Hoàng Thi Thơ) 15. Bạc Trắng Lửa Hồng (Thy Linh) - hát với Mạnh Quỳnh 16. Nỗi Buồn Châu Pha (Lê Dinh) 17. Chồng Xa (Võ Thiện Thanh) 18. Đường Xưa Lối Cũ (Hoàng Thi Thơ) 19. Sắc Hoa Màu Nhớ (Nguyễn Văn Đông) - hát với Thế Sơn 20. Huế Buồn (Lê Dinh) 21. Nhớ Người Yêu (Hoàng Hoa, Thảo Trang) - hát với Trường Vũ 22. Yêu Cái Đèn Cù (Song Ngọc) 23. Giấc Mơ Cánh Cò (Vũ Quốc Việt) - hát với Phi Nhung 24. Hai Kỷ Niệm Một Chuyến Đi (Tuấn Khanh - Hoài Linh) 25. Làng tôi (Chung Quân) 26. Lời ru Của Mẹ (Kim Tuấn) - TNCD 400, 2007: The best of Như Quỳnh 2 - Áo hoa - 2CD (Thúy Nga) 1. Còn Thương Rau Đắng Mọc Sau Hè (Bắc Sơn) 2. Đêm Chôn Dầu Vượt Biển (Châu Đình An) 3. Người Ngoài Phố (Anh Việt Thu) 4. Nối Lại Tình Xưa (Ngân Giang) - hát với Mạnh Quỳnh 5. Chờ Anh Bên Đồi (Xuân Tiên) 6. LK Con Đường Xưa Em Đi (Châu Kỳ - Hồ Đình Phương), Xin Anh Giữ Trọn Tình Quê (Duy Khánh) - hát với Trường Vũ 7. Xuân Mong Chờ (LV: Minh Châu) 8. LK Trương Chi Mỵ Nương (Tùng Châu, Lê Hựu Hà), Chuyện Tình Bên Nhánh Sông Gầy (Nguyễn Duy An) - hát với Lâm Nhật Tiến 9. Nửa Vầng Trăng (Nhật Trung) 10. Hoa Bướm Ngày Xưa (Nguyễn Hiền) - hát với Trần Thái Hòa 11. Đố Ai (Phạm Duy) 12. Hành Trang Giã Từ (Trường Sa) - hát với Trường Vũ 13. Mưa Rừng (Huỳnh Anh) 14. Nhớ (Châu Kỳ, thơ Tô Như) 15. Màu Hoa Kỷ Niệm (Hoài Phương) 16. Mưa Đêm Ngoại Ô (Đỗ Kim Bảng) 17. Hoa Trinh Nữ (Trần Thiện Thanh) 18. Phố Đêm (Tâm Anh) - hát với Trường Vũ 19. Nếu Xuân Này Vắng Anh (Bảo Thu) 20. Giấc Ngủ Cô Đơn (Anh Bằng, Lê Dinh) 21. Áo Hoa (Trần Quang Lộc) - hát với Quang Lê 22. Vọng Cổ Buồn (Minh Vy) 23. Kể Chuyện Trong Đêm (Hoàng Trang) - hát với Trường Vũ 24. Vọng Gác Đêm Sương (Mạnh Phát) 25. Ngoại Ô Đèn Vàng (Y Vân) - ASIA CD 264, 2009: Mưa Buồn (Asia Ent.) 1. Mưa Buồn (Anh Bằng) 2. Trên Đỉnh Mùa Đông (Trần Thiện Thanh) - hát với Quốc Khanh 3. Đôi Bóng (Anh Bằng - Lê Dinh) 4. Xin Cám Ơn Tình Nhân (Lê Đức Long) 5. Tình Ơi Tình Nhớ Không (Trúc Hồ) 6. Những Kiếp Hoa Xuân (Anh Bằng) 7. Những Giọt Mưa Sầu (Khánh Băng) 8. Thăm Mộ Mẹ (Anh Bằng) 9. Từ Một Ước Mơ (Trường Sa) 10. Khóc Mẹ Dân Oan (Mặc Thiên) - TNCD 473, 2010: Duyên Phận (Thúy Nga) 1. Duyên Phận (Thái Thịnh) 2. Buồn Trong Kỷ Niệm (Trúc Phương) 3. Chuyện Tình Cô Lái Đò Bến Hạ (Hoàng Thi Thơ) 4. LK Thế Rồi Một Mùa Hè (Phạm Mạnh Cương), Kỷ Niệm Nào Buồn (Hoài An) 5. Không Phải Tại Chúng Mình (Ngọc Văn, Thương Linh) - hát với Trường Vũ 6. Ngang Trái (Lê Dinh) 7. LK Nước Cuốn Hoa Trôi (Hồng Vân), Tình Nàng La Lan (Hàn Châu) 8. Tà Áo Cưới (Hoàng Thi Thơ) 9. Từ Đó Em Buồn (Trần Thiện Thanh) 10. LK Làm Dâu Xứ Lạ (Vinh Sử), Năm 17 Tuổi (Vinh Sử, Cô Phượng) - hát với Lý Duy Vũ 11. Đoạn Cuối Một Cuộc Tình (Lam Phương) 12. Mơ Ánh Trăng Về (LV: Như Quỳnh, Huỳnh Gia Tuấn) - Thúy Nga đại diện, 2011: Lạ Giường (NQ Ent.) Thúy Nga tái bản (2019): TNCD 613 1. Cõi Nhớ (Sông Trà) 2. Vùng Lá Me Bay (Anh Việt Thanh) 3. Tôn Nữ Còn Buồn (Trầm Tử Thiêng) 4. Hoa Tím Đợi chờ (Sông Trà) 5. Lạ Giường (Trịnh Lam) 6. LK Mấy Nhịp Cầu Tre (Hoàng Thi Thơ), Cầu Tre Ngày Cũ (Đình Văn) - hát với Huỳnh Gia Tuấn 7. Huế Vẫn Còn Thương (Lê Dinh) 8. Nối Dây Tơ Hồng (Thành Công) 9. Người Tình Không Đến (Thương Ngàn) 10. Cay Đắng Mờ Môi (Châu Đình An) 11. Người Đã Xa Tôi (Đình Sơn) 12. Tìm Trong Ký Ức (LV: Huỳnh Gia Tuấn) - hát với Huỳnh Gia Tuấn - ASIA CD 323, 2012: The best of Như Quỳnh - Trên đỉnh mùa đông (Asia Ent.) 1. Về Lại Đồi Sim (Đinh Trầm Ca, Mã Thu Giang) 2. Mưa Buồn (Anh Bằng) 3. Trên Đỉnh Mùa Đông (Trần Thiện Thanh) - hát với Quốc Khanh 4. Rừng Lá Thay Chưa (Huỳnh Anh, Hoàng Ngọc Ẩn) 5. Mẹ Tôi (Nhị Hà) 6. Tiếc Thương (Anh Bằng, Cao Tần) - hát với Lâm Nhật Tiến) 7. Chuyện Hoa Sim (Anh Bằng, Hữu Loan) 8. Người Tình Mùa Đông (LV: Anh Bằng) 9. Thăm Mộ Mẹ (Anh Bằng) 10. Những Kiếp Hoa Xuân (Anh Bằng) 11. Chuyện Tình Hoa Trắng (Anh Bằng, Kiên Giang) 12. Khóc Mẹ Dân Oan (Mặc Thiên) - TNCD 627, 2022: Người Phụ Tình Tôi (Thúy Nga) 1. Mùa Chia Tay (Duy Khánh) 2. Tâm Sự Với Anh (Hoàng Trang) 3. Nỗi Buồn Gác Trọ (Hoài Linh, Mạnh Phát) 4. Chờ Đông (Ngân Giang) 5. Người Phụ Tình Tôi (Thái Thịnh) - hát với Trường Vũ 6. Nhớ Nhau Hoài (Anh Việt Thu, Thiên Hà) 7. Em Về Với Người (Mặc Thế Nhân) 8. Trăng Về Thôn Dã (Hoài Anh, Huyền Linh) 9. LK Tình Chàng Ý Thiếp & Xa Vắng (Y Vân) 10. Buồn Làm Chi Em Ơi (Nguyễn Minh Cường) - 2022ː Dấu Chân Kỷ Niệm (Như Quỳnh Harmony, Hãng Đĩa Thời Đại) 1. Thu Ca (Phạm Mạnh Cương) 2. Đưa Em Vào Hạ (Trầm Tử Thiêng) 3. Những Ngày Xưa Thân Ái (Phạm Thế Mỹ) 4. Đôi Chim Lạc Loài (Vũ Anh Tuấn, Nhật Ngân) 5. Dấu Chân Kỷ Niệm (Thúc Đăng) 6. Giã Từ Cố Đô (Phạm Mạnh Cương) 7. Cô Bé Ngày Xưa (Hoài Linh) 8. Hỏi Anh Hỏi Em (Hoàng Liên, Hoa Linh Bảo) 9. LK Cánh Hoa Yêu (Hoàng Trọng), Màu Tím Pensee (Ngọc Sơn) 10. Ngoại Ô Buồn (Anh Bằng) 11. Tình Bơ Vơ (Lam Phương) - hát với Tường Khuê - 2025ː Yêu Anh Em Chẳng Còn Gì (Như Quỳnh Harmony, Hãng Đĩa Thời Đại) 1. Yêu Anh Em Chẳng Còn Gì (Tùng Châu) 2. Cảm Ơn Mẹ (Trần Ngô Phúc Vũ) 3. Đò Dọc (Trầm Tử Thiêng) 4. Hoa Trang Vườn Cũ (Vũ Đức Sao Biển) 5. Loài Hoa Không Tên (Song Ngọc, Xuân Điềm) 6. Khuya Nay Anh Đi Rồi (Châu Kỳ) 7. Lời Ca Ru Em (Tú Nhi) 8. Mưa Lạnh Tàn Canh (Vũ Thanh) 9. Lời Tạ Từ (Dzũng Chinh) 10. Ru Em Tròn Giấc Ngủ (Mặc Thế Nhân) |

#### Album hợp tác
| Danh sách |
| --- |
| - ASIA CD 73, 1995: Liên khúc Chiều mưa 3 - với Mạnh Đình, Lâm Thúy Vân (Asia Ent.) 1. LK Tình Buồn Đêm Mưa, Buồn (Y Vân), Không (Nguyễn Ánh 9), Mưa Lệ (Lam Phương), Tình Trong Phút Giây (Ngọc Trọng), Trái Tim Còn Trinh (LV: Phạm Duy), Trái Tim Mùa Đông (Trúc Hồ) 2. LK Phố Mưa (LV: Anh Bằng), Tình (Hoàng Thi Thơ), Ai Đi Ngoài Sương Gió (Nguyễn Hữu Thiết), Ngàn Thu Áo Tím (Hoàng Trọng), Thương Nhau Ngày Mưa (Nguyễn Trung Cang), Chỉ Có Em (Lam Phương), Mưa Rơi (Văn Phụng) 3. LK Ngày Sau Sẽ Ra Sao (Vân Tùng), Người Ngoài Phố (Anh Việt Thu), Chuyện Người Đan Áo (Trường Sa), Nếu Ta Đừng Quen Nhau (Huỳnh Anh), Sao Đành Xa Anh (Nguyệt Ánh), Chờ Người (Lam Phương), Phút Cuối (Lam Phương), Giòng Sông Kỷ Niệm (Trúc Hồ) 4. LK Tình Đau (Lam Phương), Mưa Rơi (LV: Anh Bằng), Tình Đẹp Như Mơ (Lam Phương), Lời Yêu Thương (Đức Huy), Cô Bé Hờn Dỗi (Nguyễn Ngọc Thiện), Tim Đau, Mưa Đêm (LV: Anh Bằng) - ASIA CD 91, 1996: Đời còn cô đơn - với Mạnh Đình, Duy Linh (Asia Ent.) 1. Người Đã Như Mơ (Sông Trà) - Như Quỳnh, Mạnh Đình 2. Buồn Hãy Đi Đi (Trúc Giang) - Duy Linh 3. Chớ Hỏi Vì Sao Tôi Buồn - Như Quỳnh, Mạnh Đình 4. Nếu Xuân Này Em Lấy Chồng (Lê Minh Bằng) - Mạnh Đình 5. Yêu Một Mình (Trịnh Lâm Ngân) - Như Quỳnh 6. Đời Còn Cô Đơn (Đài Phương Trang) - Duy Linh 7. Đành Lòng Sao Em - Như Quỳnh, Mạnh Đình 8. Em Mãi Còn Tình Đầu (Anh Bằng) - Như Quỳnh 9. Mất Em (Anh Bằng) - Mạnh Đình 10. Những Đồi Hoa Sim (Dzũng Chinh) - Như Quỳnh - CD02, 1997: Noel Noel - với Thái Châu, Vina Uyền Mi, Diễm Liên, Nhật Quân (NQ Records) 1. Noel Nhớ (Hoài Phương) - Như Quỳnh 2. Hai Mưa Noel (Đài Phương Trang) - Thái Châu 3. Last Christmas - Vina Uyền Mi 4. Lời Con Xin Chúa (Lê Kim Khánh) - Diễm Liên 5. Màu Xanh Noel (Hoài Phương) - Như Quỳnh 6. X'mas Medley - Vina Uyền Mi, Nhật Quân 7. Tình Người Ngoại Đạo (Nguyễn Văn Đông) - Thái Châu 8. Đêm Kỷ Niệm (Nguyễn Vũ) - Như Quỳnh, Thái Châu 9. It's Christmas - Diễm Liên 10. Feliz Navidad - Nhật Quân - TNCD 142, 1997: Bọt Biển - với Thế Sơn (Thúy Nga) 1. Bọt Biển (Lam Phương) - Như Quỳnh, Thế Sơn 2. Không Bao Giờ Quên Anh (Hoàng Trang) - Như Quỳnh 3. Sầu Lắng (Tô Thanh Sơn) - Thế Sơn 4. Cay Đắng Tình Đời (Phượng Linh) - Như Quỳnh 5. Tôi Vẫn Nhớ (Ngân Giang) - Như Quỳnh, Thế Sơn 6. Thành Phố Buồn (Lam Phương) - Thế Sơn 7. Chút Kỷ Niệm Buồn (Tô Thanh Sơn) - Như Quỳnh 8. Đôi Ngã Đôi Ta (Trần Thiện Thanh) - Như Quỳnh, Thế Sơn 9. Ngày Vui Qua Mau (Nhật Ngân, Đinh Việt Lang) - Thế Sơn 10. Ru Nắng (Trầm Tử Thiêng) - Như Quỳnh - TNCD 157, 1998: Nỗi Buồn Châu Pha - với Mạnh Đình, Hoàng Lan (Thúy Nga) 1. Nỗi Buồn Châu Pha (Lê Dinh) - Như Quỳnh 2. Chút Kỷ Niệm Buồn (Tô Thanh Sơn) - Mạnh Đình 3. Phận Tơ Tằm (Minh Kỳ, Hồ Tịnh Tâm) - Hoàng Lan 4. LK Tuổi học trò - Như Quỳnh, Hoàng Lan, Mỹ Huyền 5. Nửa Đêm Ngoài Phố (Trúc Phương) - Mạnh Đình 6. Chung Mộng (Lam Phương) - Như Quỳnh 7. Chuyện Ngày Xưa (Giao Tiên) - Hoàng Lan 8. Giã Từ Người Yêu (Lam Phương) - Mạnh Đình 9. Đêm Không Ngủ (Anh Bằng) - Hoàng Lan 10. Nửa Kiếp Cô Đơn (Hàn Sinh) - Mạnh Đình - CD06, 1998: Nói Với Người Tình - với Tường Nguyên (NQ Records) 1. Nói Với Người Tình (Trúc Sơn, Thăng Long) - Như Quỳnh, Tường Nguyên 2. Tấm Ảnh Không Hồn (Hoài An) - Tường Nguyên 3. Chia Tay (Nhật Ngân, Thơ: Trần Mộng Tú) - Như Quỳnh 4. Ngày Buồn (Lam Phương) - Tường Nguyên 5. Hương Tóc Mạ Non (Thanh Sơn) - Như Quỳnh, Tường Nguyên 6. Thuyền Xa Bến Xưa (Trương Hoàng Xuân) - Như Quỳnh 7. Gặp Nhau Làm Ngơ (Trần Thiện Thanh) - Tường Nguyên 8. Tiễn Biệt (Tô Thanh Tùng) - Như Quỳnh, Tường Nguyên 9. Sao Anh Nỡ Đành Quên (Tô Thanh Tùng) - Như Quỳnh 10. Đôi Mắt Người Xưa (Ngân Giang) - Tường Nguyên - TNCD 190, 1998: Tim Vỡ - với Don Hồ (Thúy Nga) 1. Chuyện Lứa Đôi (Thế Hiển) - Don Hồ, Như Quỳnh 2. Tình Cờ (Diệp Minh Tuyền) - Như Quỳnh 3. Nửa Đời Yêu Em (Lam Phương) - Don Hồ 4. Ú Tim (Thế Hiển) - Don Hồ, Như Quỳnh 5. Nụ Hồng Mong Manh (LV: Nhật Ngân) - Như Quỳnh 6. Tim Vỡ (Lam Phương) - Don Hồ, Như Quỳnh 7. Em Đi Rồi (Lam Phương) - Như Quỳnh 8. Vườn Yêu (Minh Nguyệt, Lê Văn Cường) - Don Hồ 9. Bài Ca Kỷ Niệm (Tú Nhi, Bằng Giang) - Don Hồ, Như Quỳnh 10. Trái Tim Không Ngủ Yên (Thanh Tùng) - Don Hồ, Như Quỳnh - Thúy Nga đại diện, 1999: Điều Chưa Dám Nói - với Tường Nguyên (NQ Ent.) 1. Mất Nhau Rồi (Ngân Trang) - Tường Nguyên 2. Vì Trong Nghịch Cảnh (Hoài Nam) - Như Quỳnh, Tường Nguyên 3. Điều Chưa Dám Nói (Tô Thanh Tùng) - Tường Nguyên 4. Đừng Trách Diêu Bông (Vinh Sử) - Như Quỳnh, Tường Nguyên 5. Khuya Nay Anh Đi Rồi (Châu Kỳ) - Tường Nguyên 6. Sao Em Vô Tình (Nguyễn Hữu Sáng) - Tường Nguyên 7. Tình Nhỏ Mau Quên (Hàn Châu) - Như Quỳnh, Tường Nguyên 8. Bội Bạc - Tường Nguyên 9. Chim Sáo Ngày Xưa (Nhất Sinh) - Như Quỳnh, Tường Nguyên 10. Tình Xưa Vụng Dại (Trúc Quỳnh) - Tường Nguyên - Thúy Nga đại diện, 2000: Hẹn một mùa xuân - với Phi Nhung, Tường Nguyên, Tường Khuê (Thúy Nga) 1. Mùa Xuân Nào Ta Về (Lam Phương) - Như Quỳnh, Tường Nguyên, Tường Khuê 2. Nắng Xanh (Quốc Dũng) - Như Quỳnh 3. LK Xuân - Tường Nguyên 4. Yêu Dấu Người Xưa - Phi Nhung 5. Nắng Xuân (Quốc Dũng) - Tường Khuê 6. Ngợi Ca Quê Hương (Thanh Sơn) - Như Quỳnh 7. Hãy Mang Đến Mùa Xuân (Nguyễn Đức Trung) - Tường Khuê 8. Nhật Ký Mùa Đông (Hà Phương) - Như Quỳnh, Tường Nguyên 9. Mẹ Yêu (Phương Uyên) - Phi Nhung 10. Tết Này Cho Em (Quốc Dũng) - Tường Nguyên - TNCD 244, 2001: Xin Đừng Trách Đa Đa - với Trường Vũ (Thúy Nga) 1. Tình Yêu Cách Biệt (Lưu Trần Lê) - Như Quỳnh, Trường Vũ 2. Trên Lối Nhỏ (Cô Phượng, Phương Anh) - Trường Vũ 3. Xin Đừng Trách Đa Đa (Võ Đông Điền) - Như Quỳnh 4. Xóm Đạo (Song Ngọc) - Trường Vũ 5. Sao Anh Lỗi Hẹn (Y Vân, Mạnh Phát) - Như Quỳnh 6. Hai Đứa Giận Nhau (Hoài Linh) - Như Quỳnh, Trường Vũ 7. Hẩm Hiu Một Mình (Trương Quang Tuấn) - Như Quỳnh 8. Hoa Tím Bằng Lăng (Võ Đông Điền) - Trường Vũ 9. Kiếp Nghèo (Lam Phương) - Như Quỳnh 10. Hát Cho Người Tình Phụ (Tú Nhi) - Trường Vũ - TNCD 257, 2001: Không giờ rồi - Song ca đặc biệt (Thúy Nga) 1. Anh Hãy Về Đi (Sang Đông, Ngân Trang) - Như Quỳnh, Mạnh Quỳnh 2. Không Giờ Rồi (Vinh Sử) - Như Quỳnh, Trường Vũ 3. Con Sáo Sang Sông - Như Quỳnh, Đặng Trường Phát 4. Thầm Kín (Phượng Linh) - Như Quỳnh, Mạnh Đình 5. Lúa Mùa Duyên Thắm (Trịnh Hưng) - Như Quỳnh, Thế Sơn 6. Mười Hai Bến Nước (Tôn Nữ Huyền Chi) - Như Quỳnh, Mạnh Quỳnh 7. Hoa Tím Bằng Lăng (Võ Đông Điền) - Như Quỳnh 8. Điệu Ru Ca Tình Yêu - Như Quỳnh, Đặng Trường Phát 9. Dù Cho Hoa Tàn Úa (LV: Khúc Lan) - Như Quỳnh 10. Ngày Vui Hai Đứa (Hồng Vân, Trần Quý) - Như Quỳnh, Mạnh Quỳnh - TNCD 291, 2003: Anh tiền tuyến em hậu phương - với Trường Vũ (Thúy Nga) 1. Anh Tiền Tuyến Em Hậu Phương (Minh Kỳ) - Như Quỳnh, Trường Vũ 2. Nỗi Buồn Ven Đô (Hoài Nam, Quốc Hùng) - Trường Vũ 3. Tình Trăng (Thành Công) - Như Quỳnh 4. Thề Non Hẹn Biển (Đài Phương Trang) - Như Quỳnh, Trường Vũ 5. Vu Quy (Trương Quang Tuấn) - Như Quỳnh 6. Đường Vào Tình Yêu (Đài Phương Trang) - Như Quỳnh, Trường Vũ 7. Ngày Vui Qua Mau (Nhật Ngân) - Trường Vũ 8. Ngày Ấy Mình Yêu Nhau (Tuấn Lê) - Như Quỳnh, Trường Vũ 9. Vùng Trời Xanh Kỷ Niệm (Thục Chương) - Trường Vũ 10. Tương Tư (Quốc An, Hoa Phương) - Như Quỳnh - Thúy Nga đại diện, 2006: Gọi Đò - với Tường Nguyên (NQ Ent.) 1. Dấu Chân Kỷ Niệm (Thúc Đăng) - Tường Nguyên 2. Hái Hoa Rừng Cho Em (Trương Hoàng Xuân) - Như Quỳnh, Tường Nguyên 3. Chuyện Chúng mình (Trúc Phương) - Như Quỳnh 4. Ngày Sau Sẽ Ra Sao (Vân Tùng) - Tường Nguyên 5. Căn Nhà Dĩ Vãng (Đài Phương Trang) - Như Quỳnh, Tường Nguyên 6. Nếu Anh Đừng Hẹn (Lê Dinh, Dạ Cầm) - Như Quỳnh 7. Tình Yêu Gõ Cửa (Trần Quý) - Tường Nguyên 8. LK Tình Bạn - Tường Nguyên, Tường Khuê 9. Mưa Chiều Miền Trung (Hồng Xương Long) - Như Quỳnh 10. Xa Nhau (Trương Quang Tuấn) - Tường Nguyên 11. Lỡ Hẹn (Hồng Xương Long) - Như Quỳnh, Tường Nguyên 12. Gọi Đò (Hồng Xương Long) - Tường Nguyên - ASIA CD CS18, 2008: Về Lại Đồi Sim - với Tường Nguyên, Tường Khuê (Asia Ent.) 1. Về Lại Đồi Sim (Đinh Trầm Ca, Mã Thu Giang) - Như Quỳnh 2. Ngàn Thu Vĩnh Biệt (Ngọc Lâm) - Tường Nguyên 3. LK Nỗi Buồn Hoa Phượng (Thanh Sơn), Trường Cũ Tình Xưa (Duy Khánh), Hạ Buồn (Thanh Sơn) - Như Quỳnh, Tường Nguyên, Tường Khuê 4. Mưa Đêm Tỉnh Nhỏ (Hà Phương, Anh Việt Thanh) - Tường Khuê 5. Hoa Tím Ngày Xưa (Thanh Sơn) - Tường Nguyên, Tường Khuê 6. Huế Đã Xa Rồi (Anh Bằng) - Như Quỳnh 7. Mưa Đêm Ngoại Ô (Đỗ Kim Bảng) - Tường Nguyên, Tường Khuê 8. Thương Về Cố Đô (Thanh Sơn) - Tường Nguyên 9. LK Một Người Đi (Mai Châu), Chuyến Tàu Hoàng Hôn (Minh Kỳ, Hoài Linh), Khuya Nay Anh Đi Rồi (Châu Kỳ) - Như Quỳnh, Tường Nguyên, Tường Khuê 10. Cánh Hoa Yêu (Hoàng Trọng, Vĩnh Phúc) - Tường Khuê 11. Cô Hàng Xóm (Lê Minh Bằng) - Tường Nguyên, Tường Khuê - Thúy Nga đại diện, 2012: Hương Kỷ Niệm - với Huỳnh Gia Tuấn (NQ Ent.) 1. Bài Ca Dao Đầu Đời (Quốc Dũng) - Như Quỳnh, Huỳnh Gia Tuấn 2. Gõ Cửa (Mạnh Quỳnh) - Như Quỳnh 3. Chuyện Ba Người (Quốc Dũng) - Huỳnh Gia Tuấn 4. Trăng Tàn Trên Hè Phố (Phạm Thế Mỹ) - Như Quỳnh 5. Yêu Một Mình (Trịnh Lâm Ngân) - Huỳnh Gia Tuấn 6. LK Mấy Độ Thu Về (Minh Kỳ, Hoài Linh), Chiều Hành Quân (Lam Phương) - Như Quỳnh, Huỳnh Gia Tuấn 7. Chuyến Đò Vĩ Tuyến (Lam Phương) - Như Quỳnh 8. Thương Về Miền Đất Lạnh (Minh Kỳ) - Huỳnh Gia Tuấn 9. Chuyến Đò Không Em (Hoài Linh, Anh Phong) - Như Quỳnh, Huỳnh Gia Tuấn 10. Cánh Buồm Chuyển Bến (Hoài Linh, Minh Kỳ) - Huỳnh Gia Tuấn 11. Chiều Tàn (Lam Phương) - Như Quỳnh |

#### Tác phẩm thu âm hợp tác
| Danh sách |
| --- |
| Danh sách các nhạc phẩm thu âm ngoài các CD kể trên và các chương trình thu hình - Tình Bơ Vơ (Lam Phương) - với Đình Bảo trong TNCD 612 - Khi Đã Yêu, 2019 - Duyên Phận (Thái Thịnh) - với Đan Nguyên trong TNCD 582 - Ngày Em Đi, 2017 - Như Cõi Hoang Vu - với Bảo Khánh trong Để Trả Lời Một Câu Hỏi, 2016 - Khi Đã Yêu (Phượng Linh) - trong TNCD 504 - Phương Buồn, 2012 - Chuyện Người Đan Áo (Trường Sa) - trong TNCD 504 - Phượng Buồn, 2012 - LK Yêu Mãi Ngàn Năm - với Nguyễn Thắng, Lương Tùng Quang, Bằng Kiều, Don Hồ, Như Loan, Nguyệt Anh trong TNCD 460 - Liên khúc Top hits Paris By Night 3, 2010 - Hỏi Nàng Xuân (Vinh Sử, Hữu Minh) - trong TNCD 459 - Cánh Thiệp Đầu Xuân, 2010 - LK Mưa - với Quang Lê, Tâm Đoan trong TNCD 399 - Liên khúc Quê Hương, 2007 - LK Chồng Xa - với Quang Lê, Tâm Đoan, Hương Thủy trong TNCD 399 - Liên khúc Quê Hương, 2007 - LK Nói Với Người Tình & Mèo Hoang & Xin Vẫy Tay Chào - với Duy Trường trong album Mình Ơi Tủi Phận - Duy Trường (Thúy Nga đại diện phát hành) - Nửa Đời Hương Phấn - với Mạnh Quỳnh trong TNCD 374 - Nối Lại Tình Xưa, 2006 - Xác Pháo Nhà Ai (Lê Dinh) - trong TNCD 374 - Nối Lại Tình Xưa, 2006 - LK Tùng Châu, Lê Hựu Hà - với Bằng Kiều, Dương Triệu Vũ, Hồ Lệ Thu trong TNCD 373 - Liên khúc Top hits Paris By Night, 2006 - Đêm Bơ Vơ (Duy Khánh) - với Quang Lê trong TNCD 365 - 7000 Đêm Góp Lại, 2005 - Nhớ (Châu Kỳ, thơ Tô Như) - trong TNCD 363 - Giọt Lệ Đài Trang, 2005 - Lối Thu Xưa (Quốc Dũng, Nguyễn Đức Cường) - trong TNCD 360 - Thoát Ly, 2005 - Chỉ Còn Là Giấc Mơ Qua (LV: Nam Lộc) - trong Sài Gòn Ơi Vĩnh Biệt, 2005 - Tình Nghĩa Đôi Ta Chỉ Thế Thôi (Lam Phương) - với Mạnh Quỳnh trong TNCD 351 - Say, 2005 - LK Em Là Tất Cả - với Trường Vũ trong TNCD 347 - Chị Đi Tìm Em, 2005 - Thách Cưới (Thành Công) - trong TNCD 324 - Người Ngoài Phố, 2004 - Hồn Trinh Nữ (Trịnh Lâm Ngân, thơ Nguyễn Bính) - trong TNCD 297 - Con Đê Chung Tình, 2003 - Em Không Buồn Nữa Chị Ơi (Châu Kỳ) - trong TNCD 283 - Chiều Bên Đồi Sim, 2002 - LK Khi Không, Trách Người Trong Mộng (Vinh Sử) - với Trường Vũ trong TNCD 283 - Chiều Bên Đồi Sim, 2002 - Chim Đa Đa Bay Xa (Thành Công) - trong TNCD 271 - Chuyện Làm Dâu, 2002 - Bông Mù U (Thành Công) - trong TNCD 271 - Chuyện Làm Dâu, 2002 - Cho Nhau Lời Nguyện Cầu (Phạm Mạnh Cương) - trong TNCD 261 - Liên khúc Nhẫn Cưới Chồng Xa, 2002 - Như Một Cơn Mê - với Mạnh Quỳnh trong TNCD 248 - Số Nghèo, 2001 - Trót Dại (Tuấn Hải, Lê Kim Khánh) - trong TNCD 247 - Hai Đứa Nghèo, 2001 - Đẹp Lòng Người Yêu (Ngọc Sơn, Tuấn Hải) - với Trường Vũ trong TNCD 234 - Nhớ Người Yêu, 2000 - Tấm Ảnh Ngày Xưa (Lê Dinh) - trong TNCD 234 - Nhớ Người Yêu, 2000 - Khi Mình Xa Nhau (Anh Bằng, Lê Dinh) - trong TNCD 240 - Nhạc Khiêu Vũ Collection 5, 2000 - Bạc Trắng Lửa Hồng (Thy Linh) - với Mạnh Quỳnh trong TNCD 222 - Nghèo, 2000 - Hãy Quên Nhau (Phương Kim) - trong TNCD 222 - Nghèo, 2000 - Tình Trong Như Đã (Quốc Dũng) - trong TNCD 203 - Kiếp Độc Thân, 1999 - Hoa Học Trò (Anh Bằng, thơ Nhất Tuấn) - với Lâm Nhật Tiến trong ASIA CD 140 - Gởi Anh, 2000 - Bản Tình Cuối (Ngô Thụy Miên) trong ASIA CD 140 - Gởi Anh, 2000 - Trống cơm (Dân Ca) - với Thanh Trúc, Shayla trong ASIA CD 89 - Tình khúc Quê Hương, 1996 - Mẹ Tôi (Nhị Hà) - trong ASIA CD 89 - Tình khúc Quê Hương, 1996 - Kỷ Niệm Buồn (Ngọc Trọng) - trong ASIA CD 88 - Một Lần Nữa Thôi, 1996 - Nơi Ấy Bình Yên (Bảo Chấn) - trong ASIA CD 88 - Một Lần Nữa Thôi, 1996 - Phù Du - với Gia Huy trong ASIA CD 88 - Một Lần Nữa Thôi, 1996 - Còn Yêu Trọn Đời (Anh Bằng) - với Mạnh Đình trong ASIA CD 86 - Chuyện Giàn Thiên Lý 2, 1996 - Nếu Vắng Chàng - trong ASIA CD 85 - Best of Dạ Vũ 5, 1996 - Liên khúc Búp Bê - với Thuý Vi, Vina Uyển Mi, NiNi, Lâm Thuý Vân trong ASIA CD 85 - Best of Dạ Vũ 5, 1996 - Như Vạt Nắng (Trúc Hồ) - với Gia Huy trong ASIA CD 85 - Best of Dạ Vũ 5, 1996 - Đón Xuân (Phạm Đình Chương) - trong ASIA CD 82 - Gửi Người Một Niềm Vui, 1996 - Chuyện Giàn Thiên Lý (Anh Bằng, Yên Thao) - trong ASIA CD 78 - Tình Ca 75.95 Chọn Lọc, 1995 - Hai Mùa Noel (Đài Phương Trang) - với Mạnh Đình trong ASIA CD 69 - Cho Kỹ Niệm Mùa Đông, 1994 - Hữu Duyên Thiên Lý Ngộ (Lư Nhất Vũ) - với Mạnh Đình trong ASIA CD 67 - Dân Ca 3 Miền, 1994 - Ngẫu Hứng Lý Qua Cầu (Trần Tiến) - với Mạnh Đình trong ASIA CD 67 - Dân Ca 3 Miền, 1994 - Qua Cầu Gió Bay (Dân Ca Bắc Bộ) - trong ASIA CD 67 - Dân Ca 3 Miền, 1994 |

### DVD
| Danh sách |
| --- |
| 1. Phần mở đầu 2. Nỗi buồn Châu Pha (Lê Dinh) Paris By Night 42 3. Chuyến đi về sáng (Mạnh Phát, Trần Thiện Thanh) Paris By Night 48 4. Chờ người (Khánh Băng) Paris By Night 39 5. Chuyện tình người trinh nữ tên Thi (Hoàng Thi Thơ) Paris By Night 41 6. Bến Thượng Hải (Lời: Nhật Ngân) Paris By Night 43 Hát với Nguyễn Hưng 7. Tàn nỗi mong chờ (Lời: Lê Xuân Trường) Paris By Night 46 8. Tôi vẫn nhớ (Ngân Giang) Paris By Night 38 Hát với Thế Sơn 9. Thương về miền Trung (Duy Khánh) Paris By Night 49 10. Múc ánh trăng vàng (Hoàng Thi Thơ) Paris By Night 47 Hát với Thế Sơn 11. Chung mộng (Lam Phương) Paris By Night 43 12. Chuyện lứa đôi (Thế Hiển) Paris By Night 48 Hát với Don Hồ 13. Các anh về (Hoàng Thi Thơ) Paris By Night 47 14. Vòng tay giữ trọn ân tình (Đỗ Kim Bảng, Y Vân) Paris By Night 44 15. Bọt biển (Lam Phương) Paris By Night 39 Hát với Thế Sơn 16. Vào hạ (Lê Hựu Hà) Paris By Night 45 17. Tình yêu vỗ cánh (Thanh Sơn) Paris By Night 50 Hát với Mạnh Đình 18. Đường xưa lối cũ (Hoàng Thi Thơ) Paris By Night 41 1. LK Con đường xưa em đi (Châu Kỳ, Hồ Đình Phương) & Xin anh giữ trọn tình quê (Duy Khánh) PBN 77 Như Quỳnh, Trường Vũ 2. Chia xa (Hồng Vân, Trần Quý) PBN 56 Trường Vũ 3. Không giờ rồi (Vinh Sử) PBN 60 Như Quỳnh, Trường Vũ 4. Tiếng hát chim Đa Đa (Võ Đông Điền) PBN 52 Như Quỳnh 5. Trên lối nhỏ (Vinh Sử, Cô Phượng) PBN 58 Trường Vũ 6. Chiều bên đồi sim (Đài Phương Trang) PBN 65 Như Quỳnh, Trường Vũ 7. Hoa tím bằng lăng (Võ Đông Điền) PBN 57 Trường Vũ 8. Xin đừng trách Đa Đa (Võ Đông Điền) PBN 58 Như Quỳnh 9. Anh tiền tuyến em hậu phương (Minh Kỳ) PBN 67 Như Quỳnh, Trường Vũ 10. Xin tròn tuổi loạn (Hoài Linh) PBN 61 Trường Vũ 11. Thành phố sương mù (Huỳnh Anh) PBN 54 Như Quỳnh 12. Trăng rụng xuống cầu (Hoàng Thi Thơ) PBN 68 Như Quỳnh, Trường Vũ 13. Tấm Ảnh Ngày Xưa (Lê Dinh) PBN 70 Trường Vũ 14. Hẩm hiu một mình (Trương Quang Tuấn) PBN 57 Như Quỳnh 15. LK Sao không thấy anh về & Nén hương yêu (Duy Khánh) PBN 69 Như Quỳnh, Trường Vũ 16. Người ngoài phố (Anh Việt Thu) PBN 72 Như Quỳnh 17. Thư cho vợ hiền (Song Ngọc) PBN 74 Trường Vũ 18. Đính ước (Giao Tiên) PBN 73 Như Quỳnh, Trường Vũ 19. Hai kỷ niệm một chuyến đi (Tuấn Khanh, Hoài Linh) PBN 64 Như Quỳnh 20. Nhớ người yêu (Hoàng Hoa, Thảo Trang) PBN 56 Như Quỳnh, Trường Vũ Đây là DVD cải lương, ca nhạc, hài kịch do Trung tâm Thúy Nga thực hiện và phát hành năm 2006. Trong DVD này, Như Quỳnh đóng vai nữ chính. Ngoài ra còn có một số nghệ sĩ khác như: Mạnh Quỳnh, Hương Lan, Hương Thủy, Chí Tài, Hoài Linh. Ba ca khúc sử dụng trong vở cải lương do chính ca sĩ Như Quỳnh hát: Nửa Đời Hương Phấn (hát với Mạnh Quỳnh), Xác Pháo Nhà Ai, Nụ cười Xinh 1. Milan! Ánh Mắt Nhân Tình - Như Quỳnh 2. Khi Con Tim Biết Yêu - Như Quỳnh 3. Lại Gần Hôn Anh - Kỳ Anh 4. Giọt Đắng Tình Yêu - Kỳ Anh, Như Quỳnh 5. Chén Tình Buồn - Kỳ Anh 6. Hoa Hồng Chia Tay - Như Quỳnh 7. Đau Một Lần Rồi Thôi - Kỳ Anh, Như Quỳnh 8. Nhớ Thương Người Ra Đi - Kỳ Anh 9. Sayonara! Tạm Biệt Anh Yêu - Như Quỳnh 10. Xin Lỗi Em - Kỳ Anh 11. Cô Gái Trung Hoa - Như Quỳnh 12. Bởi Tin Lời Thề - Kỳ Anh 13. Hoa Hồng Nở Giữa Mùa Đông - Kỳ Anh, Như Quỳnh 14. Tình Yêu Ơi - Kỳ Anh 15. Dấu Chôn Tình Buồn - Như Quỳnh 16. Vầng Trăng Khóc - Kỳ Anh, Như Quỳnh 17. Yêu Rồi Để Biết Xót Xa - Kỳ Anh 18. Chiều một mình qua phố - Như Quỳnh 19. Tình Yêu Mang Theo - Kỳ Anh, Như Quỳnh 20. Kiếp Phiêu Bồng - Kỳ Anh 21.Khi Con Tim Biết Yêu - Như Quỳnh 22. Đau Một Lần Rồi Thôi - Kỳ Anh, Như Quỳnh 23. Chén Tình Buồn - Kỳ Anh 24. Vầng Trăng Khóc - Kỳ Anh, Như Quỳnh 25. Xin Lỗi Em - Kỳ Anh 26. Behind The Scene 1. Nửa vầng trăng (Nhật Trung) PBN 68 2. Em đi xem hội trăng rằm (Nguyễn Nghị) PBN 56 3. Lời ru của mẹ (Kim Tuấn) PBN 63 4. Hương tình muộn (Nhật Ngân, Thơ: Hương Thảo) PBN 66 5. Dù cho hoa tàn úa (Lời: Khúc Lan) PBN 61 6. Chuyện tình buồn (Lời: Nhật Ngân) PBN 51 7. Còn thương rau đắng mọc sau hè (Bắc Sơn) PBN 81 8. Người ngoài phố (Anh Việt Thu) PBN 72 9. Khúc ca Đồng Tháp (Thu Hồ) PBN 71 10. Xuân mong chờ (Lời: Minh Châu) PBN 80 11. Xuân hợp mặt (Văn Phụng) PBN 76 Hát với Loan Châu, Bảo Hân, Thủy Tiên 12. Mưa rừng (Huỳnh Anh) PBN 74 13. Đêm chôn dầu vượt biển (Châu Đình An) PBN 77 14. Khúc hát ân tình (Xuân Tiên, Song Hương) PBN 83 Hát với Hà Phương, Minh Tuyết, Hạ Vy 15. Vọng cổ buồn (Minh Vy) PBN 82 16. Mưa trên quê hương (Minh Châu) PBN 89 1. Tơ tằm (Huỳnh Ngọc Đông) PBN 67 2. Trương Chi Mị Nương (Tùng Châu, Lê Hựu Hà) & Chuyện tình bên nhánh sông Gầy (Kim Tuấn) PBN 71 Hát với Lâm Nhật Tiến 3. Huế buồn (Lê Dinh) PBN 70 4. Mười ngón tay tình yêu (Lời Việt: Nhật Ngân) PBN 65 5. LK Xuân này con không về & Cảm ơn (Trịnh Lâm Ngân) PBN 66 Hát với Thế Sơn, Mạnh Quỳnh, Phi Nhung 6. Làng tôi (Chung Quân) PBN 59 7. Chồng xa (Võ Thiện Thanh) PBN 62 8. Hoa tím người xưa (Thanh Sơn) PBN 38 9. Niềm vui không trọn vẹn (Lam Phương) PBN 50 10. Câu lạc bộ làm quen (Quốc Dũng) PBN 55 11. Tiếng dân chài (Phạm Đình Chương) PBN 52 Hát với Phi Nhung, Hoàng Lan, Thế Sơn, Nguyễn Hưng 12. Tiếng hát chim đa đa (Võ Đông Điền) PBN 52 13. Xin đừng trách đa đa (Võ Đông Điền) PBN 58 14. Yêu cái đèn cù (Song Ngọc) PBN 60 15. Chị đi tìm em (Vũ Quốc Việt) PBN 75 16. Chờ anh bên đồi (Xuân Tiên) PBN 83 17. Câu chuyện đầu năm (Hoài An) PBN 76 18. Xuân quê ta (Nhật Trung) PBN 80 Hát với Thế Sơn, Lương Tùng Quang, Tâm Đoan 19. Ngại ngùng (Quốc Dũng, thơ: Xuân Kỳ) PBN 78 20. Đố ai (Phạm Duy) PBN 73 21. Sao em nỡ vôi lấy chồng (Trần Tiến) PBN 84 Hát với Ngọc Liên, Tú Quyên, Minh Tuyết, Hà Phương, Loan Châu, Thanh Trúc, Hương Thủy 1. Mơ ánh trăng về (Lời Việt: Như Quỳnh, Huỳnh Gia Tuấn) PBN 98 2. Duyên phận (Thái Thịnh) PBN 99 3. Mơ một tình yêu (Tùng Châu, Thái Thịnh) PBN 100 Hát với Minh Tuyết 4. Con đường mang tên em (Trúc Phương) PBN 100 Hát với Trường Vũ 5. Xuân đẹp làm sao (Thanh Sơn) PBN 101 6. Thuyền không bến đỗ (Lam Phương) PBN 102 7. Trả lại thời gian (Thanh Sơn) PBN 103 8. LK Phượng buồn (Tuấn Hải) & Kỉ niệm nào buồn (Hoài An) PBN 104 Hát với Mạnh Quỳnh 9. Lạ giường (Trịnh Lam) ADD-S1 10. Vùng lá me bay (Anh Việt Thanh) ADD-S1 New Release 11. Áo hoa (Trần Quang Lộc) PBN 84 Hát với Quang Lê 12. Phố đêm (Tâm Anh) PBN 84 Hat với Trường Vũ 13. Nối lại tình xưa (Ngân Giang) PBN 79 Hát với Mạnh Quỳnh 14. Hoa bướm ngày xưa (Nguyễn Hiền) PBN 74 Hát với Trần Thái Hòa 15. LK Nước cuốn hoa trôi (Hồng Vân) & Tình nàng La Lan (Hàn Châu) PBN DIVAS 1. Về lại đồi sim (Đinh Trầm Ca, Mã Thu Giang) 2. Người tình mùa đông (LV:Anh Bằng) 3. Chuyện hoa sim (Anh Bằng, thơ: Hữu Loan) 4. Mộng du (Phạm Duy) 5. Rừng lá thay chưa (Huỳnh Anh) 6. Chuyện tình hoa trắng (Anh Bằng, thơ: Kiên Giang) 7. LK Mưa Hát với Mạnh Đình, Lâm Thúy Vân 8. Anh cứ hẹn (Anh Bằng) 9. Đến bên nhau (Trúc Sinh, lời: Lê Đức Long) Hát với Gia Huy 10. Mẹ tôi (Nhị Hà) 11. Mưa buồn (Anh Bằng) 12. Khóc mẹ dân oan (Mặc Thiên) 13. Tiếc thương (Anh Bằng, thơ: Cao Tần) Hát với Lâm Nhật Tiến 14. Thăm mộ mẹ (Anh Bằng) 15. Những kiếp hoa xuân (Anh Bằng) 16. Trên đỉnh mùa đông (Trần Thiện Thanh) Hát với Quốc Khanh 17. Huế xưa (Anh Bằng) Hát với Thành An 18. Ước hẹn (Tsugunai nhạc Nhật.) |

### LP Records
| Danh sách |
| --- |
| Side A 1. Duyên Phận (Thái Thịnh) PBN 99 2. Lênh Đênh Phận Buồn (Thái Thịnh) PBN 122 3. Trả Lại Thời Gian (Thanh Sơn) PBN 103 4. Chồng Xa (Võ Thiện Thanh) PBN 62 Side B 1. Người Ngoài Phố (Anh Việt Thu) PBN 72 2. Còn Thương Rau Đắng Mọc Sau Hè (Bắc Sơn) PBN 81 3. Khúc Ca Đồng Tháp (Thu Hồ) PBN 71 4. Nửa Vầng Trăng (Nhật Trung) PBN 68 Side A 1. Chờ Người (Khánh Băng) PBN 39 2. Tơ Tằm (Huỳnh Ngọc Đông) PBN 67 3. Huế Buồn (Lê Dinh) PBN 70 4. Vùng Lá Me Bay (Anh Việt Thanh) Side B 1. Câu Chuyện Đầu Năm (Hoài An) PBN 76 2. Thương Về Miền Trung (Duy Khánh) PBN 49 3. Làng tôi (Chung Quân) PBN 59 4. Mưa Rừng (Huỳnh Anh) PBN 74 Side A 1. Chuyện Hoa Sim (Anh Bằng, Hữu Loan) ASIA 7 2. Người Tình Mùa Đông (LV: Anh Bằng) ASIA 6 3. Mưa - hát với Mạnh Đình 4. Biển Dâu (Lê Dinh, Phương Trà) Side B 1. Lá Diêu Bông (Trần Tiến) - hát với Mạnh Đình 2. Chuyện Hoa Tigon (Anh Bằng, TTKH) 3. LK Mưa - hát với Mạnh Đình, Lâm Thúy Vân ASIA 7 4. Mưa Qua Phố Vắng (Hà Phương) - hát với Mạnh Đình |

## Ca khúc đã biểu diễn

### Trung tâm Asia
| STT | Ca khúc | Thể hiện với | Chương trình | Năm  |
| --- | --- | --- | ------------ | ---- |
| 1   | Người Tình Mùa Đông (Lời Việt: Anh Bằng) | solo | Asia 6       | 1994 |
| 2   | Hai Mùa Noel (Đài Phương Trang) | Mạnh Đình | Asia 6       | 1994 |
| 3   | Đêm Thánh Vô Cùng | Hợp ca | Asia 6       | 1994 |
| 4   | Chuyện Hoa Sim (Anh Bằng, thơ: Hữu Loan) | solo | Asia 7       | 1995 |
| 5   | LK Mưa: Mưa Nửa Đêm (Trúc Phương), Mưa Đêm Ngoại Ô (Đỗ Kim Bảng), Tình Đã Bay Xa (LV: Nhật Ngân), Nụ Hôn Dưới Mưa (Anh Tài)                                                                               | Mạnh Đình, Lâm Thúy Vân | Asia 7       | 1995 |
| 6   | Bên Em Đang Có Ta (Trúc Hồ, Trầm Tử Thiêng) | Thùy Dương, Julie, Duy Quang, Sỹ Phú, Lâm Nhật Tiến, Lâm Bảo Tường, Nini, Hạ Vy, Vina Uyển My, Lê Uyên, Công Thành, Lynn, Lê Uyên Phương, Lâm Thúy Vân, Sơn Tuyền, Quỳnh Hương, Trizzie Phương Trinh, Tuấn Ngọc, Kỳ Duyên, Ngọc Lan | Asia 7       | 1995 |
| 7   | Mộng Du (Phạm Duy) | solo | Asia 8       | 1995 |
| 8   | Ra Giêng Anh Cưới Em (Lư Nhất Vũ, Thiên Kiều) | Mạnh Đình | Asia 8       | 1995 |
| 9   | Rừng Lá Thay Chưa (Huỳnh Anh) | solo | Asia 9       | 1995 |
| 10  | LK Búp Bê: Búp Bê Không Tình Yêu (LV: Vũ Xuân Hùng), Búp Bê Bằng Sứ (LV: Phạm Duy), Búp Bê Trên Bàn Bureau (LV: Phạm Duy)                                                                                 | Lâm Thúy Vân, Nini, Vina Uyển Mi, Thúy Vi | Asia 9       | 1995 |
| 11  | Bước Chân Việt Nam (Trầm Tử Thiêng, Trúc Hồ) | Hợp ca | Asia 9       | 1995 |
| 12  | Đón Xuân (Phạm Đình Chương) | solo | Asia 10      | 1996 |
| 13  | Chuyện Tình Hoa Trắng (Anh Bằng, thơ: Kiên Giang) | solo | Asia 10      | 1996 |
| 14  | Như Vạt Nắng (Trúc Hồ) | Gia Huy | Asia 10      | 1996 |
| 15  | Anh Cứ Hẹn (Anh Bằng, thơ: Hồ Dzếnh) | solo | Asia 11      | 1996 |
| 16  | Đến Bên Nhau (Trúc Sinh, Lê Đức Long) | Gia Huy | Asia 11      | 1996 |
| 17  | Tiếng Mưa Rơi (Khánh Băng) | Mạnh Đình, Gia Huy, Lâm Nhật Tiến, Lâm Thúy Vân, Johnny Dũng, Nhật Quân, Vina Uyển Mi, Nini, Shayla | Asia 11      | 1996 |
| 18  | Một Ngày Việt Nam (Trầm Tử Thiêng, Trúc Hồ) | Hợp ca | Asia 11      | 1996 |
| 19  | Mẹ Tôi (Nhị Hà) | solo | Asia 12      | 1996 |
| 20  | Trống Cơm (Dân ca) | Thanh Trúc, Shayla | Asia 12      | 1996 |
| 21  | Việt Nam Niềm Nhớ (nhạc Trúc Hồ, lời Trầm Tử Thiêng) | Hợp ca | Asia 12      | 1996 |
| 22  | Hãy Quay Về Bên Nhau (Trúc Giang) | solo | Asia 17      | 1998 |
| 23  | Mưa Buồn (Anh Bằng) | solo | Asia 56      | 2007 |
| 24  | LK Ru ta ngậm ngùi (Trịnh Công Sơn), Ru Ta Từng Ngón Xuân Nồng (Trịnh Công Sơn), Phôi Pha (Trịnh Công Sơn), Bài không tên số 5 (Vũ Thành An), Biển nhớ (Trịnh Công Sơn), Bài không tên số 7 (Vũ Thành An) | Don Hồ, Lâm Thúy Vân, Thiên Kim, Nguyễn Hồng Nhung, Quốc Khanh | Asia 57      | 2008 |
| 25  | Khóc Mẹ Dân Oan (Mặc Thiên) | solo | Asia 57      | 2008 |
| 26  | LK Lá Thư Từ Chiến Trường: Gửi Về Anh (Đỗ Thu), Nó Và Tôi (Hoài Linh, Song Ngọc), Giờ Này Anh Ở Đâu (Khánh Băng), Có Những Người Anh (Võ Đức Hảo)                                                         | Băng Tâm, Y Phụng, Lâm Nhật Tiến, Đặng Thế Luân, Nguyễn Hồng Nhung, Ngọc Huyền, Thiên Kim | Asia 58      | 2008 |
| 27  | LK: Thương anh (Y Vân) & Tôi nhớ tên anh (Hoàng Thi Thơ) - (Như Quỳnh phụ diễn người mẫu) | Lê Nguyên, phụ diễn Ánh Minh, Trish Thùy Trang, Diệp Thanh Thanh, Thiên Kim, Băng Tâm, Thùy Hương, Y Phương, Y Phụng, Nguyễn Hồng Nhung                                                                                             | Asia 58      | 2008 |
| 28  | Tiếc Thương (Anh Bằng, Cao Tần) | Lâm Nhật Tiến | Asia 58      | 2008 |
| 29  | LK Cơn Mưa Phùn (Đức Huy), Tiếng Mưa Đêm (Đức Huy), Mùa Thu Trong Mưa (Trường Sa) | Thiên Kim, Lâm Thúy Vân, Lâm Nhật Tiến, Quốc Khanh, Nguyễn Hồng Nhung, Philip Huy, Ánh Minh, Đoàn Phi | Asia 59      | 2008 |
| 30  | Thăm Mộ Mẹ (Anh Bằng) | solo | Asia 59      | 2008 |
| 31  | Những Kiếp Hoa Xuân (Anh Bằng) | solo | Asia 60      | 2009 |
| 32  | Trên Đỉnh Mùa Đông (Trần Thiện Thanh) | Quốc Khanh | Asia 61      | 2009 |
| 33  | Huế Xưa (Anh Bằng) | Thành An | Asia 62      | 2009 |
| 34  | Tình Lẻ Loi (Anh Bằng, Trúc Sinh) | solo | Asia 62      | 2009 |
| 35  | Ước Hẹn (Lời Việt:Lữ Liên) | solo | Asia 63      | 2009 |

#### Chương trình thu hình khác
| STT | Ca khúc                                     | Thể hiện với | Chương trình                           | Năm  |
| --- | ------------------------------------------- | ------------ | -------------------------------------- | ---- |
| 1   | Như Khói Mây Bay (Nguyễn Canh Tân)          | solo         | Asia Giải Sáng Tác                     | 2008 |
| 2   | Nếu Vắng Chàng (Lời Việt: Kỳ Phát)          | solo         | Asia Viet Model                        | 2008 |
| 3   | Bài Tình Ca Mùa Đông (Trầm Tử Thiêng)       | solo         | Asia Đêm Giáng Sinh                    | 2009 |
| 4   | Về Lại Đồi Sim (Đinh Trầm Ca, Mã Thu Giang) | solo         | The Best Of Như Quỳnh (ra mắt lần đầu) | 2012 |

### Trung tâm Thúy Nga

#### Các bài hát trên sân khấu Paris By Night
| STT | Ca khúc | Thể hiện với | Chương trình       | Năm  |
| --- | --- | --- | ------------------ | ---- |
| 1   | Hoa Tím Người Xưa (Thanh Sơn) | solo | Paris By Night 38  | 1996 |
| 2   | Tôi Vẫn Nhớ (Ngân Giang) | Thế Sơn | Paris By Night 38  | 1996 |
| 3   | Chờ Người (Khánh Băng) | solo | Paris By Night 39  | 1997 |
| 4   | Bọt Biển (Lam Phương) | Thế Sơn | Paris By Night 39  | 1997 |
| 5   | Tạ Ơn Mẹ (Lam Phương) | solo | Paris By Night 40  | 1997 |
| 6   | Chuyện Tình Người Trinh Nữ Tên Thi (Hoàng Thi Thơ) | solo | Paris By Night 41  | 1997 |
| 7   | Đường Xưa Lối Cũ (Hoàng Thi Thơ) | solo | Paris By Night 41  | 1997 |
| 8   | Nỗi Buồn Châu Pha (Lê Dinh) | solo | Paris By Night 42  | 1997 |
| 9   | LK Tuổi Học Trò: Mùa Thi (Đỗ Kim Bảng), Hè Về (Hùng Lân), Nỗi Buồn Hoa Phượng (Thanh Sơn), Thế Rồi Một Mùa Hè (Phạm Mạnh Cương), Mùa Phượng Vỹ (Ngọc Minh Hà, Lâm Trường Long) | Hoàng Lan, Mỹ Huyền | Paris By Night 42  | 1997 |
| 10  | Bến Thượng Hải (Lời Việt: Nhật Ngân) | Nguyễn Hưng | Paris By Night 43  | 1998 |
| 11  | Chung Mộng (Lam Phương) | solo | Paris By Night 43  | 1998 |
| 12  | Vòng Tay Giữ Trọn Ân Tình (Đỗ Kim Bảng) | solo | Paris By Night 44  | 1998 |
| 13  | Vào Hạ (Lê Hựu Hà) | solo | Paris By Night 45  | 1998 |
| 14  | Tàn Nỗi Mong Chờ (Lời Việt: Lê Xuân Trường) | solo | Paris By Night 46  | 1998 |
| 15  | Chúc Mừng (Lam Phương) | Bảo Hân, Châu Ngọc, Bảo Ngọc, Lynda Trang Đài, Hoàng Lan, Mỹ Huyền, Phương Vy, Trúc Lam, Trúc Linh, Thiên Kim | Paris By Night 46  | 1998 |
| 16  | Các Anh Về (Hoàng Thi Thơ) | solo | Paris By Night 47  | 1999 |
| 17  | Múc Ánh Trăng Vàng (Hoàng Thi Thơ) | Thế Sơn | Paris By Night 47  | 1999 |
| 18  | Chuyện Lứa Đôi (Thế Hiển) | Don Hồ | Paris By Night 48  | 1999 |
| 19  | Chuyến Đi Về Sáng (Mạnh Phát) | solo | Paris By Night 48  | 1999 |
| 20  | Thương Về Miền Trung (Duy Khánh) | solo | Paris By Night 49  | 1999 |
| 21  | Gánh Lúa (Phạm Duy) | Nguyễn Hưng | Paris By Night 49  | 1999 |
| 22  | Những Nẻo Đường Việt Nam (Thanh Bình) | Mạnh Đình, Thế Sơn, Mỹ Huyền | Paris By Night 49  | 1999 |
| 23  | Niềm Vui Không Trọn Vẹn (Lam Phương) | solo | Paris By Night 50  | 1999 |
| 24  | Tình Yêu Vỗ Cánh (Thanh Sơn) | Mạnh Đình | Paris By Night 50  | 1999 |
| 25  | Chuyện Tình Buồn (Lời Việt: Nhật Ngân) | solo | Paris By Night 51  | 1999 |
| 26  | Mừng Tân Thế Kỷ (Tim Heintz, Randy Petersen, Khúc Lan) | Lynda Trang Đài, Tommy Ngô, Bảo Hân, Spencer Nguyễn, Evan Lê, Phương Vy, Hoàng Ly, Don Hồ, Phi Phi, Loan Châu, Thiên Kim, Trúc Linh, Trúc Lam, Nguyễn Hưng, Thế Sơn, Lưu Bích | Paris By Night 51  | 1999 |
| 27  | Tiếng Hát Chim Đa Đa (Võ Đông Điền) | solo | Paris By Night 52  | 1999 |
| 28  | Tiếng Dân Chài (Phạm Đình Chương) | Nguyễn Hưng, Thế Sơn, Phi Nhung, Hoàng Lan | Paris By Night 52  | 1999 |
| 29  | Tình Băng Giá (Lời Việt: Chu Minh Ký) | Nguyễn Hưng | Paris By Night 53  | 2000 |
| 30  | Cô Tấm Ngày Nay (Ngọc Châu) | Loan Châu, Bảo Hân, Châu Ngọc | Paris By Night 53  | 2000 |
| 31  | Hẹn Hò Đêm Trăng (Lời Việt: Nhật Ngân) | Mạnh Đình | Paris By Night 53  | 2000 |
| 32  | Cho Vừa Lòng Em (Phan Trần) | Thế Sơn | Paris By Night 54  | 2000 |
| 33  | LK Khúc Hát Samba, Trống Vắng, Dấu Yêu Trong Hè (Quốc Hùng) | Nguyễn Hưng, Don Hồ, Thế Sơn, Lưu Bích, Thiên Kim | Paris By Night 54  | 2000 |
| 34  | Thành Phố Sương Mù (Huỳnh Anh) | solo | Paris By Night 54  | 2000 |
| 35  | Nhớ Em Lý Bông Mai (Trương Quang Tuấn, Kim Tuấn) | solo | Paris By Night 55  | 2000 |
| 36  | Câu Lạc Bộ Làm Quen (Quốc Dũng) | solo | Paris By Night 55  | 2000 |
| 37  | Nhớ Người Yêu (Hoàng Hoa, Thảo Trang) | Trường Vũ | Paris By Night 56  | 2000 |
| 38  | Em Đi Xem Hội Trăng Rằm (Nguyễn Nghị) | solo | Paris By Night 56  | 2000 |
| 39  | Hẩm Hiu Một Mình (Trương Quang Tuấn) | solo | Paris By Night 57  | 2000 |
| 40  | Bốn Màu Áo (Thanh Viên, Anh Thy) | Loan Châu, Trúc Lam, Trúc Linh, Bảo Hân, Lynda Trang Đài, Yến Mai, Phi Phi | Paris By Night 57  | 2000 |
| 41  | Ước Vọng Tương Lai (Tùng Châu, Lê Hựu Hà) | Lưu Bích, Thiên Kim, Thế Sơn, Don Hồ | Paris By Night 57  | 2000 |
| 42  | Sắc Hoa Màu Nhớ (Nguyễn Văn Đông) | Thế Sơn | Paris By Night 58  | 2001 |
| 43  | Xin Đừng Trách Đa Đa (Võ Đông Điền) | solo | Paris By Night 58  | 2001 |
| 44  | Lúa Mùa Duyên Thắm (Trịnh Hưng) | Thế Sơn | Paris By Night 59  | 2001 |
| 45  | Làng Tôi (Chung Quân) | solo | Paris By Night 59  | 2001 |
| 46  | Hội Trùng Dương (Phạm Đình Chương) | Thiên Kim, Phi Nhung | Paris By Night 59  | 2001 |
| 47  | Không Giờ Rồi (Vinh Sử) | Trường Vũ | Paris By Night 60  | 2001 |
| 48  | Yêu Cái Đèn Cù (Song Ngọc) | solo | Paris By Night 60  | 2001 |
| 49  | Thầm Kín (Phượng Linh) | Mạnh Đình | Paris By Night 61  | 2001 |
| 50  | Dù Cho Hoa Tàn Úa (Lời Việt: Khúc Lan) | solo | Paris By Night 61  | 2001 |
| 51  | Chồng Xa (Võ Thiện Thanh) | solo | Paris By Night 62  | 2001 |
| 52  | Tuổi Đá Buồn (Trịnh Công Sơn) | Thiên Kim, Trúc Lam, Trúc Linh, Lynda Trang Đài, Châu Ngọc, Bảo Hân, Như Loan, Loan Châu, Tracy Phạm | Paris By Night 62  | 2001 |
| 53  | LK Nhẫn Cưới: Trả Nhẫn Kim Cương (Vinh Sử), Vòng Nhẫn Cưới (Vinh Sử), Trao Nhau Nhẫn Cưới (Phạm Minh Cảnh)                                                                     | Phi Nhung, Mạnh Quỳnh | Paris By Night 62  | 2001 |
| 54  | Tình Khúc Cho Em (Lê Uyên Phương) | Loan Châu, Trúc Lam, Trúc Linh, Lynda Trang Đài, Châu Ngọc, Bảo Hân, Tú Quyên, Như Loan, Tracy Phạm | Paris By Night 63  | 2002 |
| 55  | Lời Ru Của Mẹ (Kim Tuấn) | solo | Paris By Night 63  | 2002 |
| 56  | Hai Kỷ Niệm Một Chuyến Đi (Tuấn Khanh, Hoài Linh) | solo | Paris By Night 64  | 2002 |
| 57  | Mùa Xuân Đầu Tiên (Tuấn Khanh) | Thế Sơn | Paris By Night 64  | 2002 |
| 58  | Mười Ngón Tay Tình Yêu (Lời Việt: Nhật Ngân) | solo | Paris By Night 65  | 2002 |
| 59  | Chiều Bên Đồi Sim (Đài Phương Trang) | Trường Vũ | Paris By Night 65  | 2002 |
| 60  | Hương Tình Muộn (Nhật Ngân, Hương Thảo) | solo | Paris By Night 66  | 2002 |
| 61  | LK Cảm Ơn, Xuân Này Con Không Về (Trịnh Lâm Ngân) | Mạnh Quỳnh, Thế Sơn, Phi Nhung | Paris By Night 66  | 2002 |
| 62  | Tơ Tằm (Huỳnh Ngọc Đông) | solo | Paris By Night 67  | 2002 |
| 63  | Anh Tiền Tuyến, Em Hậu Phương (Minh Kỳ) | Trường Vũ | Paris By Night 67  | 2002 |
| 64  | Nửa Vầng Trăng (Nhật Trung) | solo | Paris By Night 68  | 2003 |
| 65  | Trăng Rụng Xuống Cầu (Hoàng Thi Thơ) | Trường Vũ | Paris By Night 68  | 2003 |
| 66  | Giấc Mơ Cánh Cò (Vũ Quốc Việt) | Phi Nhung | Paris By Night 69  | 2003 |
| 67  | LK Sao Không Thấy Anh Về, Nén Hương Yêu (Duy Khánh) | Trường Vũ | Paris By Night 69  | 2003 |
| 68  | Huế Buồn (Lê Dinh) | solo | Paris By Night 70  | 2003 |
| 69  | Hành Trang Giã Từ (Trường Sa) | Trường Vũ | Paris By Night 70  | 2003 |
| 70  | Khúc Ca Đồng Tháp (Thu Hồ) | solo | Paris By Night 71  | 2003 |
| 71  | LK Trương Chi Mỵ Nương (Tùng Châu, Lê Hựu Hà), Chuyện Tình Bên Nhánh Sông Gầy (Nguyễn Duy An)                                                                                  | Lâm Nhật Tiến | Paris By Night 71  | 2003 |
| 72  | Người Ngoài Phố (Anh Việt Thu) | solo | Paris By Night 72  | 2004 |
| 73  | Đố Ai (Phạm Duy) | solo | Paris By Night 73  | 2004 |
| 74  | Đính Ước (Giao Tiên) | Trường Vũ | Paris By Night 73  | 2004 |
| 75  | Mưa Rừng (Huỳnh Anh) | solo | Paris By Night 74  | 2004 |
| 76  | Hoa Bướm Ngày Xưa (Nguyễn Hiền) | Trần Thái Hòa | Paris By Night 74  | 2004 |
| 77  | Giờ Tí Canh Ba (Song Ngọc) | Mạnh Quỳnh | Paris By Night 74  | 2004 |
| 78  | Chị Đi Tìm Em (Vũ Quốc Việt) | solo | Paris By Night 75  | 2004 |
| 79  | LK Ghé Bến Sài Gòn (Văn Phụng), Sài Gòn (Y Vân) | Bảo Hân, Loan Châu, Minh Tuyết, Tâm Đoan, Hương Thủy, Hồ Lệ Thu, Như Loan | Paris By Night 75  | 2004 |
| 80  | Xuân Họp Mặt (Văn Phụng) | Bảo Hân, Loan Châu, Thủy Tiên | Paris By Night 76  | 2005 |
| 81  | Câu Chuyện Đầu Năm (Hoài An) | solo | Paris By Night 76  | 2005 |
| 82  | Đêm Chôn Dầu Vượt Biển (Châu Đình An) | solo | Paris By Night 77  | 2005 |
| 83  | LK Con Đường Xưa Em Đi (Châu Kỳ, Hồ Đình Phương), Xin Anh Giữ Trọn Tình Quê (Duy Khánh)                                                                                        | Trường Vũ | Paris By Night 77  | 2005 |
| 84  | Lời Cảm Ơn (Ngô Thụy Miên, Hạ Đỏ Bích Phượng) | Khánh Ly, Lệ Thu, Hoàng Oanh, Tuấn Ngọc, Khánh Hà, Minh Tuyết, Bằng Kiều, Thu Phương, Lưu Bích, Nguyễn Hưng, Thủy Tiên, Bảo Hân, Lương Tùng Quang, Thế Sơn, Trần Thái Hòa, Quang Lê, Như Loan, Loan Châu, Tâm Đoan, Hồ Lệ Thu, Vân Quỳnh, Dương Triệu Vũ, Adam Hồ, Chí Tài, Kiều Linh, Mai Lan, Mỹ Huyền, Hương Thủy | Paris By Night 77  | 2005 |
| 85  | Ngại Ngùng (Quốc Dũng, Xuân Kỳ) | solo | Paris By Night 78  | 2005 |
| 86  | Anh Đã Quên Mùa Thu (Tùng Giang, Nam Lộc) | Khánh Hà, Lưu Bích | Paris By Night 78  | 2005 |
| 87  | Đêm Ngậm Ngùi (Lương Bằng Vinh) | Tâm Đoan | Paris By Night 79  | 2005 |
| 88  | Nối Lại Tình Xưa (Ngân Giang) | Mạnh Quỳnh | Paris By Night 79  | 2005 |
| 89  | Xuân Quê Ta (Nhật Trung) | Thế Sơn, Lương Tùng Quang, Tâm Đoan | Paris By Night 80  | 2006 |
| 90  | Xuân Mong Chờ (Lời Việt: Minh Châu) | solo | Paris By Night 80  | 2006 |
| 91  | Còn Thương Rau Đắng Mọc Sau Hè (Bắc Sơn) | solo | Paris By Night 81  | 2006 |
| 92  | Anh Hùng Xạ Điêu (Lời Việt: Nhật Ngân) | Thế Sơn | Paris By Night 81  | 2006 |
| 93  | Vọng Cổ Buồn (Minh Vy) | solo | Paris By Night 82  | 2006 |
| 94  | Khúc Hát Ân Tình (Xuân Tiên, Song Hương) | Hạ Vy, Minh Tuyết, Hà Phương | Paris By Night 83  | 2006 |
| 95  | Chờ Anh Bên Đồi (Xuân Tiên) | solo | Paris By Night 83  | 2006 |
| 96  | LK Nỗi Buồn Hoa Phượng, Lưu Bút Ngày Xanh (Thanh Sơn) | Hoàng Oanh, Hương Lan | Paris By Night 83  | 2006 |
| 97  | Áo Hoa (Trần Quang Lộc) | Quang Lê | Paris By Night 84  | 2006 |
| 98  | Sao Em Nỡ Vội Lấy Chồng (Trần Tiến) | Loan Châu, Ngọc Liên, Tú Quyên, Minh Tuyết, Hà Phương, Hương Thủy, Thanh Trúc | Paris By Night 84  | 2006 |
| 99  | Phố Đêm (Tâm Anh) | Trường Vũ | Paris By Night 84  | 2006 |
| 100 | LK Chuyện Tình Thời Chinh Chiến (Lam Phương): Ngày Tạm Biệt, Khóc Thầm, Chiều Hoang Vắng, Con Tàu Định Mệnh, Mất, Vĩnh Biệt Người Tình                                         | Thế Sơn, Lương Tùng Quang, Trịnh Lam, Huy Tâm, Quỳnh Vi | Paris By Night 88  | 2007 |
| 101 | Mưa Trên Quê Hương (Minh Châu) | solo | Paris By Night 89  | 2007 |
| 102 | Chuyến Bay Hạnh Phúc (Hoài An) | Lưu Bích, Bảo Hân, Tú Quyên, Thủy Tiên, Nguyệt Anh, Như Loan, Hồ Lệ Thu, Ngọc Anh, Hương Thủy, Quỳnh Vi, Minh Tuyết | Paris By Night 98  | 2009 |
| 103 | Mơ Ánh Trăng Về (Lời Việt: Như Quỳnh, Huỳnh Gia Tuấn) | solo | Paris By Night 98  | 2009 |
| 104 | Tình Ca (Phạm Duy) | Hương Giang, Quỳnh Vi, Nguyệt Anh, Mai Thiên Vân, Trịnh Lam, Trần Thái Hòa, Quang Lê, Thế Sơn, Hương Thủy, Hồ Lệ Thu, Ngọc Anh | Paris By Night 99  | 2010 |
| 105 | Duyên Phận (Thái Thịnh) | solo | Paris By Night 99  | 2010 |
| 106 | Mơ Một Tình Yêu (Tùng Châu, Thái Thịnh) | Minh Tuyết | Paris By Night 100 | 2010 |
| 107 | Con Đường Mang Tên Em (Trúc Phương) | Trường Vũ | Paris By Night 100 | 2010 |
| 108 | Xuân Đẹp Làm Sao (Thanh Sơn) | solo | Paris By Night 101 | 2011 |
| 109 | Thuyền Không Bến Đỗ (Lam Phương) | solo | Paris By Night 102 | 2011 |
| 110 | Trả Lại Thời Gian (Thanh Sơn) | solo | Paris By Night 103 | 2011 |
| 111 | Gọi Tên Ngày Mới (Võ Hoài Phúc) | Minh Tuyết, Tóc Tiên, Kỳ Phương Uyên | Paris By Night 104 | 2011 |
| 112 | LK Phượng Buồn (Tuấn Hải), Kỷ Niệm Nào Buồn (Hoài An) | Mạnh Quỳnh | Paris By Night 104 | 2011 |
| 113 | Người Tình Trăm Năm (Đức Huy) | Lưu Bích, Ngọc Anh, Minh Tuyết, Kỳ Phương Uyên, Lam Anh, Như Loan, Thanh Hà, Tóc Tiên, Hạ Vy, Quỳnh Vi, Diễm Sương | Paris By Night 105 | 2012 |
| 114 | Thương Lắm Mình Ơi (Vũ Quốc Việt) | solo | Paris By Night 105 | 2012 |
| 115 | LK Trời Huế Vào Thu Chưa Em (Trịnh Lâm Ngân), Huế Và Em (Nhật Ngân) | Quang Lê | Paris By Night 106 | 2012 |
| 116 | LK Mùa Thu Trong Mưa (Trường Sa), Búp Bê Không Tình Yêu (Lời Việt: Vũ Xuân Hùng)                                                                                               | Lam Anh, Diễm Sương, Quỳnh Vi, Thanh Hà, Mai Thiên Vân, Hạ Vy, Kỳ Phương Uyên, Hương Giang, Hương Thủy, Minh Tuyết, Ngọc Anh, Tóc Tiên, Như Loan | Paris By Night 106 | 2012 |
| 117 | Trả Lại Anh (Đức Quỳnh) | solo | Paris By Night 107 | 2013 |
| 118 | Ô Mê Ly (Văn Phụng) | Thế Sơn, Don Hồ, Trần Thái Hòa, Thanh Hà, Ngọc Anh | Paris By Night 107 | 2013 |
| 119 | Giọng Ca Dĩ Vãng (Bảo Thu) | solo | Paris By Night 108 | 2013 |
| 120 | LK Xin Đừng Trách Đa Đa (Võ Đông Điền), Mưa trên phố Huế (Minh Kỳ, Tôn Nữ Thụy Khương), Em Đi Chùa Hương (Trung Đức, Nguyễn Nhược Pháp)                                        | Kỳ Phương Uyên, Hạ Vy, Ánh Minh, Minh Tuyết, Hương Giang, Mai Thiên Vân, Lam Anh, Diễm Sương, Hương Thủy, Bảo Hân, Châu Ngọc, Như Loan, Hồ Lệ Thu, Thu Phương, Tóc Tiên | Paris By Night 109 | 2013 |
| 121 | Chút Kỷ Niệm Buồn (Tô Thanh Sơn) | solo | Paris By Night 109 | 2013 |
| 122 | Hát Mãi Bài Tình Ca (Thái Thịnh) | Minh Tuyết, Như Loan, Tóc Tiên, Don Hồ, Mai Thiên Vân, Hạ Vy, Mạnh Quỳnh, Hương Thủy, Quang Lê, Ngọc Hạ, Trần Thái Hòa, Thế Sơn, Châu Ngọc, Hồ Lệ Thu, Kỳ Phương Uyên, Mai Tiến Dũng, Quỳnh Vi, Trịnh Lam, Lương Tùng Quang, Diễm Sương, Duy Trường, Khánh Lâm, Tommy Ngô, Lynda Trang Đài, Đình Bảo, Ánh Minh, Hương Giang, Anh Tú, Thiên Tôn, Ý Lan, Ngọc Anh, Thu Phương, Giang Tử, Hương Lan, Thái Châu, Quang Dũng, Nguyễn Hưng, Thanh Hà, Lưu Bích, Tuấn Ngọc, Khánh Hà, Dương Triệu Vũ, Lam Anh, Bằng Kiều, Họa Mi, Elvis Phương | Paris By Night 109 | 2013 |
| 123 | Mùa Xuân Gửi Em (Minh Kỳ, Lê Dinh) | solo | Paris By Night 110 | 2014 |
| 124 | Tình Hoài Hương (Phạm Duy) | Ngọc Anh, Hạ Vy, Tóc Tiên, Quỳnh Vi, Thiên Tôn, Đình Bảo, Trần Thái Hòa, Mai Thiên Vân | Paris By Night 111 | 2014 |
| 125 | Thôn Trăng (Mạnh Bích, Nguyễn Diệu) | solo | Paris By Night 111 | 2014 |
| 126 | Còn Mãi Mùa Đông (Lời Việt: Thái Thịnh) | solo | Paris By Night 112 | 2014 |
| 127 | Thương Về Mẹ Huế (Phượng Vũ) | solo | Paris By Night 113 | 2015 |
| 128 | Ừ Thì Thôi (Thái Uy) | solo | Paris By Night 114 | 2015 |
| 129 | Ngày Mai Trời Lại Sáng (Võ Hoài Phúc) | Tâm Đoan | Paris By Night 115 | 2015 |
| 130 | Em Đi Trên Cỏ Non (Bắc Sơn) | Hương Lan, Tâm Đoan, Hạ Vy, Mai Thiên Vân | Paris By Night 115 | 2015 |
| 131 | Nét Đẹp Á Đông (Dương Khắc Linh, Hoàng Huy Long) | Thanh Hà, Hạ Vy, Tâm Đoan, Minh Tuyết, Hương Thủy, Quỳnh Vi, Hương Giang, Mai Thiên Vân, Lam Anh, Diễm Sương, Ánh Minh | Paris By Night 115 | 2015 |
| 132 | Đêm Hoa Đăng (Nguyễn Văn Khánh, Thanh Sơn) | solo | Paris By Night 117 | 2016 |
| 133 | Mảnh Tình Thương (Mạnh Giác) | solo | Paris By Night 119 | 2016 |
| 134 | Đồng Cảnh Ngộ (Ngân Giang) | Trường Vũ | Paris By Night 119 | 2016 |
| 135 | Chuyện Tình Không Dĩ Vãng (Tâm Anh) | solo | Paris By Night 120 | 2016 |
| 136 | Tình Đời (Minh Kỳ, Vũ Chương) | Chế Linh | Paris By Night 121 | 2017 |
| 137 | Mưa Đêm Ngoại Ô (Đỗ Kim Bảng) | Hoàng Oanh | Paris By Night 121 | 2017 |
| 138 | Lênh Đênh Phận Buồn (Thái Thịnh) | solo | Paris By Night 122 | 2017 |
| 139 | Duyên Phận (Thái Thịnh) | Hương Thủy, Mai Thiên Vân, Phi Nhung, Hạ Vy, Quỳnh Vi, Lam Anh, Diễm Sương, Hà Thanh Xuân, Hoàng Nhung, Châu Ngọc Hà | Paris By Night 122 | 2017 |
| 140 | Lan Và Điệp 4 (Hamlet Trương) | solo | Paris By Night 123 | 2017 |
| 141 | Ai Cho Tôi Tình Yêu (Trúc Phương) | Hoàng Oanh, Phi Nhung, Tâm Đoan, Mai Thiên Vân | Paris By Night 123 | 2017 |
| 142 | Hạnh Phúc Đầu Xuân (Lê Dinh, Minh Kỳ) | solo | Paris By Night 124 | 2018 |
| 143 | Cải lương: Tiếng Hạc Trong Trăng (Loan Thảo, Yên Ba, Đông Phương Tử) | Kim Tiểu Long, Hoài Tâm | Paris By Night 125 | 2018 |
| 144 | Nhịp Cầu Tri Âm (Hoài Linh) | Trường Vũ | Paris By Night 126 | 2018 |
| 145 | Khúc Hát Mùa Chiêm (Hoàng Trọng, Hồ Đình Phương) | Hương Thủy | Paris By Night 126 | 2018 |
| 146 | Hạ Thương (Hàn Châu) | solo | Paris By Night 127 | 2018 |
| 147 | Lời Cuối Cho Tình Đầu (Tùng Châu, Hamlet Trương) | Quang Dũng | Paris By Night 128 | 2019 |
| 148 | Khi Tôi Là Tôi (Nguyễn Đức Đạt) | solo | Paris By Night 128 | 2019 |
| 149 | Cung Sầu Gia Thọ (Thái Thịnh) | solo | Paris By Night 129 | 2019 |
| 150 | Dấu Chân Kỷ Niệm (Thúc Đăng) | Thanh Tuyền, Hương Thủy, Mai Thiên Vân, Hạ Vy, Phi Nhung | Paris By Night 129 | 2019 |
| 151 | Đừng Là Một Thoáng Mê Say (Tùng Châu, Thái Thịnh) | Hương Thủy | Paris By Night 130 | 2020 |
| 152 | Bài Ca Kỷ Niệm (Bằng Giang, Tú Nhi) | Trường Vũ | Paris By Night 130 | 2020 |
| 153 | Xuân Mộng (Lam Phương) | solo | Paris By Night 131 | 2021 |
| 154 | Xuân Đến Con Về (Châu Kỳ) | Tuấn Phước | Paris By Night 131 | 2021 |
| 155 | Thuyền Hoa (Phạm Thế Mỹ) | Trường Vũ | Paris By Night 132 | 2022 |
| 156 | Em Về Thấy Mùa Xuân (Thanh Sơn) | solo | Paris By Night 132 | 2022 |
| 157 | Biển Cả Và Em (Ngô Minh Tài) | solo | Paris By Night 133 | 2022 |
| 158 | Duyên Có Nợ Không (Chí Tài) | Trường Vũ | Paris By Night 134 | 2023 |
| 159 | Hội Trăng Ngày Mùa (Tùng Châu, Hồng Thiên Phúc) | Hương Thủy | Paris By Night 134 | 2023 |
| 160 | Hơn Một Lời Cảm Ơn (Ngô Minh Tài) | Ngọc Anh, Ý Lan, Tuấn Ngọc, Khánh Hà, Bằng Kiều, Minh Tuyết, Trần Thái Hòa, Lam Anh, Đình Bảo, Kỳ Phương Uyên, Nguyễn Hồng Nhung, Ngọc Hạ, Tuấn Phước, Thiên Tôn, Hương Lan, Hoàng Oanh, Thanh Tuyền, Phương Hồng Quế, Thanh Hà, Quang Dũng, Trường Vũ, Quang Lê, Thái Châu, Họa Mi, Nguyễn Hưng, Hương Thủy, Băng Tâm, Hoàng Nhung, Hà Thanh Xuân, Trịnh Lam, Phương Yến Linh, Ngọc Ngữ, Châu Ngọc Hà, Tâm Đoan, Mạnh Quỳnh, Phương Loan, Đan Nguyên, Lương Tùng Quang, Như Loan, Hoàng Mỹ An, Như Ý, Lâm Thúy Vân, Myra Trần, Don Hồ  | Paris By Night 134 | 2023 |
| 161 | Mùa Thu Mây Ngàn (Từ Công Phụng) | solo | Paris By Night 135 | 2023 |
| 162 | LK Duyên Quê & Rước Tình Về Với Quê Hương (Hoàng Thi Thơ) | solo | Paris By Night 136 | 2024 |
| 163 | Trả Lại Em Nửa Vầng Trăng (Thái Thịnh) | solo | Paris By Night 137 | 2024 |

#### Thúy Nga Music Box
| STT | Ca khúc | Thể hiện với              | Chương trình           | Năm  |
| --- | --- | ------------------------- | ---------------------- | ---- |
| 1   | Nhớ Người Yêu (Hoàng Hoa, Thảo Trang) | Trường Vũ                 | Thúy Nga Music Box #4  | 2020 |
| 2   | Trang Nhật Ký (Hoàng Trọng) | Solo                      | Thúy Nga Music Box #4  | 2020 |
| 3   | Không Giờ Rồi (Cô Phượng, Vinh Sử) | Trường Vũ                 | Thúy Nga Music Box #4  | 2020 |
| 4   | Một Mình Thôi (Anh Việt Thu) | Solo                      | Thúy Nga Music Box #4  | 2020 |
| 5   | LK Sao Không Thấy Anh Về & Nén Hương Yêu (Duy Khánh)                                                                                         | Trường Vũ                 | Thúy Nga Music Box #4  | 2020 |
| 6   | Mùa Đông Thương Nhớ (Hùng Linh) | Tâm Đoan                  | Thúy Nga Music Box #25 | 2020 |
| 7   | Trộm Nhìn Nhau (Trầm Tử Thiêng) | Solo                      | Thúy Nga Music Box #25 | 2020 |
| 8   | Tấm Ảnh Ngày Xưa (Lê Dinh) | Solo                      | Thúy Nga Music Box #25 | 2020 |
| 9   | Buồn Làm Chi Em Ơi (Nguyễn Minh Cường) | Tâm Đoan                  | Thúy Nga Music Box #25 | 2020 |
| 10  | Kể Chuyện Trong Đêm (Hoàng Trang) | Trường Vũ                 | Thúy Nga Music Box #29 | 2021 |
| 11  | Người Phụ Tình Tôi (Thái Thịnh) | Trường Vũ                 | Thúy Nga Music Box #29 | 2021 |
| 12  | Người Tình Và Quê Hương (Trịnh Lâm Ngân) | Solo                      | Thúy Nga Music Box #29 | 2021 |
| 13  | Vùng Lá Me Bay (Anh Việt Thanh) | Trường Vũ                 | Thúy Nga Music Box #29 | 2021 |
| 14  | Sao Trời Lấp Lánh | Solo                      | Thúy Nga Music Box #29 | 2021 |
| 15  | Duyên Kiếp (Lam Phương) | Trường Vũ                 | Thúy Nga Music Box #29 | 2021 |
| 16  | Mùa Pensée Nở (Ngọc Sơn & Đài Phương Trang)                                                                                                  | Solo                      | Thúy Nga Music Box #33 | 2021 |
| 17  | Chuyện Tình Thứ Nhất (Ngọc Sơn, Dzoãn Bình)                                                                                                  | Solo                      | Thúy Nga Music Box #33 | 2021 |
| 18  | Gian Dối (Ngọc Sơn) | Giao Linh, Hoàng Nhung    | Thúy Nga Music Box #33 | 2021 |
| 19  | Tổn Thương Này Đến Bao Giờ (Phương Uyên) | Solo                      | Thúy Nga Music Box #46 | 2021 |
| 20  | You & I / Tình Bạn (Phưong Uyên) | Nhóm Ba Con Mèo, Thanh Hà | Thúy Nga Music Box #46 | 2021 |
| 21  | Ngày Xuân Vui Cưới (Quốc Anh) | Hoài Linh                 | Thúy Nga Music Box #49 | 2022 |
| 22  | Chiều Cuối Tuần (Trúc Phương) | Solo                      | Thúy Nga Music Box #49 | 2022 |
| 23  | Con Đường Mang Tên Em (Trúc Phương) | Hoài Linh                 | Thúy Nga Music Box #49 | 2022 |
| 24  | Hoa Nở Về Đêm (Mạnh Phát) | Solo                      | Thúy Nga Music Box #49 | 2022 |
| 25  | Tình Nghĩa Đôi Ta Chỉ Thế Thôi (Lam Phương)                                                                                                  | Hoài Linh                 | Thúy Nga Music Box #49 | 2022 |
| 26  | Giấc Mơ Cánh Cò (Vũ Quốc Việt) | Tuyết Nhung, Thiêng Ngân  | Thúy Nga Music Box #59 | 2025 |
| 27  | Mười Ngón Tay Tình Yêu (Lời Việt: Nhật Ngân)                                                                                                 | Tuyết Nhung, Thiêng Ngân  | Thúy Nga Music Box #59 | 2025 |
| 28  | Chờ Người (Khánh Băng) | Tuyết Nhung, Thiêng Ngân  | Thúy Nga Music Box #59 | 2025 |
| 29  | Đò Chiều (Trúc Phương) | Solo                      | Thúy Nga Music Box #59 | 2025 |
| 30  | Trăng Về Thôn Dã (Hoài An, Huyền Linh) | Tuyết Nhung, Thiêng Ngân  | Thúy Nga Music Box #59 | 2025 |
| 31  | LK Thiên Đàng Ái Ân: Bước Tình Hồng (Nguyễn Trung Cang), Thiên Đàng Ái Ân (Lam Phương), Nắng Xanh (Quốc Dũng), Bài Tango Cho Em (Lam Phương) | Don Hồ                    | Thúy Nga Music Box #61 | 2025 |
| 32  | Về Đây Em (Trịnh Nam Sơn) | Solo                      | Thúy Nga Music Box #61 | 2025 |
| 33  | Tim Vỡ (Lam Phương) | Don Hồ                    | Thúy Nga Music Box #61 | 2025 |
| 34  | Tình Lỡ (Thanh Bình) | Solo                      | Thúy Nga Music Box #61 | 2025 |
| 35  | Hẹn Hò Đêm Trăng (Lời Việt: Nhật Ngân) | Don Hồ                    | Thúy Nga Music Box #61 | 2025 |

#### Chương trình thu hình khác
| STT | Ca khúc                                                        | Thể hiện với                                                                           | Chương trình                  | Năm  |
| --- | -------------------------------------------------------------- | -------------------------------------------------------------------------------------- | ----------------------------- | ---- |
| 1   | Thương Nhau Ngày Mưa (Nguyễn Trung Cang)                       | Lưu Bích, Minh Tuyết, Hồ Lệ Thu, Như Loan, Thủy Tiên, Thanh Hà, Ngọc Anh               | Paris By Night Divas          | 2010 |
| 2   | LK Nước Cuốn Hoa Trôi (Hồng Vân), Tình Nàng La Lan (Hàn Châu)  | solo                                                                                   | Paris By Night Divas          | 2010 |
| 3   | Lạnh Lùng (Đinh Việt Lang)                                     | solo                                                                                   | Paris By Night 100 VIP Party  | 2010 |
| 4   | Lạ Giường (Trịnh Lam)                                          | solo                                                                                   | A Dancing Dream - Season 1    | 2011 |
| 5   | Vùng Lá Me Bay (Anh Việt Thanh)                                | solo                                                                                   | A Dancing Dream - Season 1    | 2012 |
| 6   | Bà Mẹ Quê (Phạm Duy)                                           | Chí Tài                                                                                | VSTAR 2012 - Bán Kết          | 2012 |
| 7   | Nửa Đêm Khấn Hứa (Tuấn Hải)                                    | Nguyễn Đức Đạt                                                                         | Paris By Night Gloria         | 2013 |
| 8   | Mộng Chiều Xuân (Ngọc Bích)                                    | solo                                                                                   | Paris By Night 109 VIP Party  | 2013 |
| 9   | Chuyện Làm Dâu (Võ Thiện Thanh)                                | Chí Tài, Nguyễn Đức Đạt                                                                | VSTAR 2013 - Bán Kết          | 2014 |
| 10  | Em Đi Xem Hội Trăng Rằm (Nguyễn Nghị)                          | Lena Phương Vy                                                                         | VSTAR Kids 2015 - Chung Kết   | 2015 |
| 11  | Ngày Buồn (Lam Phương)                                         | solo                                                                                   | Divas Live Concert            | 2016 |
| 12  | Duyên Phận (Thái Thịnh)                                        | Tâm Đoan                                                                               | Divas Live Concert            | 2016 |
| 13  | Chuyện Một Đêm Đông (Lm Duy Thiên)                             | solo                                                                                   | Paris By Night Gloria 3       | 2017 |
| 14  | Ngày Xưa Anh Nói (Thúc Đăng, Thanh Tuyền)                      | solo                                                                                   | Liveshow Thanh Tuyền          | 2020 |
| 15  | LK Trả Lại Thời Gian & Hoa Tím Người Xưa (Thanh Sơn)           | Thanh Tuyền, Phương Hồng Quế, Sơn Tuyền, Ngọc Huyền, Mai Thiên Vân                     | Liveshow Thanh Tuyền          | 2020 |
| 16  | LK Chiều Mưa Biên Giới & Hải Ngoại Thương Ca (Nguyễn Văn Đông) | Thanh Tuyền, Chế Linh, Anh Khoa, Phương Hồng Quế, Sơn Tuyền, Ngọc Huyền, Mai Thiên Vân | Liveshow Thanh Tuyền          | 2020 |
| 17  | Tình Hậu Phương (Minh Kỳ)                                      | Trường Vũ                                                                              | Paris By Night Tiếu Vương Hội | 2023 |
| 18  | Phố Đêm (Tâm Anh)                                              | solo                                                                                   | Bolero & Em                   | 2024 |
| 19  | Biển Tình (Lam Phương)                                         | solo                                                                                   | Bolero & Em                   | 2024 |
| 20  | Nỗi Buồn Gác Trọ (Mạnh Phát & Hoài Linh)                       | Phương Yến Linh                                                                        | Bolero & Em                   | 2024 |

### Trung tâm Tình
| STT | Ca khúc           | Thể hiện với | Chương trình        | Năm  |
| --- | ----------------- | ------------ | ------------------- | ---- |
| 1   | Khóc Thêm Lần Nữa | solo         | Tình Music Video 17 | 2009 |

### Ngọc Trong Tim
| STT | Ca khúc                         | Thể hiện với                             | Chương trình     |
| --- | ------------------------------- | ---------------------------------------- | ---------------- |
| 1   | Khúc Mưa Sầu (Trần Duy Đức)     | Nguyễn Đức Đạt                           | Ngọc Trong Tim 1 |
| 2   | Em Tôi (Thuận Yến)              | solo                                     | Ngọc Trong Tim 2 |
| 3   | Vọng Cổ Buồn (Minh Vy)          | Nguyễn Đức Đạt, Phước Bến Tre, Hà Chương | Ngọc Trong Tim 4 |
| 4   | Nối Dây Tơ Hồng (Thành Công)    | Phương Dung                              | Ngọc Trong Tim 5 |
| 5   | Đời Lúa Đời Nông (Hoài An)      | Dương Quyết Thắng                        | Ngọc Trong Tim 6 |
| 6   | Em Chưa Mặc Áo Cưới (Hà Chương) | Quỳnh Trâm                               | Ngọc Trong Tim 7 |

### Giao Lộ Thời Gian
| STT | Ca khúc                                                            | Thể hiện với | Chương trình          | Năm  |
| --- | ------------------------------------------------------------------ | ------------ | --------------------- | ---- |
| 1   | Mashup Người Tình Mùa Đông (Lời Việt: Anh Bằng) & Tí Tách (Dubbie) | Jang Mi      | Giao Lộ Thời Gian #12 | 2022 |
| 2   | Nhớ Thương Làm Chi (Huỳnh Hiền Năng)                               | Jang Mi      | Giao Lộ Thời Gian #12 | 2022 |
| 3   | Chờ Người (Khánh Băng)                                             | Jang Mi      | Giao Lộ Thời Gian #12 | 2022 |
| 4   | Chiều Cuối Tuần (Trúc Phương)                                      | Solo         | Giao Lộ Thời Gian #12 | 2022 |
| 5   | Trăng Về Thôn Dã (Hoài An, Huyền Linh)                             | Solo         | Giao Lộ Thời Gian #12 | 2022 |
| 6   | Duyên Phận (Thái Thịnh)                                            | Jang Mi      | Giao Lộ Thời Gian #12 | 2022 |

### Gala Nhạc Việt
| STT | Ca khúc                  | Thể hiện với | Chương trình        | Năm  |
| --- | ------------------------ | ------------ | ------------------- | ---- |
| 1   | Đoản Ca Xuân (Thanh Sơn) | solo         | Gala Nhạc Việt 2024 | 2024 |

## Các chương trình tự sản xuất

### Liveshow
- The Best of Như Quỳnh (2022)
- Xuân Yêu Thương (2023)
- Người Tình Và Quê Hương (2025)

### DVD
- Karaoke Ga Chiều - Như Quỳnh & Tường Nguyên (2003)

### CD
- Noel, Noel - Như Quỳnh, Thái Châu, Diễm Liên, Vina Uyển Mi, Nhật Quân (1996)
- Một Đời Tìm Nhau (1996)
- Em Vẫn Hoài Yêu Anh (1997)
- Hỏi Còn Nhớ Hay Quên (1997)
- Mùa Xuân Với Quê Hương - Như Quỳnh, Tường Nguyên, Tường Khuê, Diễm Liên, Thu Hằng, Diệu Hằng, Diễm Liên, Nhật Quân (1998)
- Trưng Vương Và Kỷ Niệm - Như Quỳnh, Thu Hằng, Diệu Hằng, Nhật Quân, Diễm Liên, Tường Khuê, Mỹ Linh (1998)
- Ngàn Năm Chờ Mong - Thu Hằng, Diệu Hằng (1998)
- Khi Thành Phố Vắng Anh - Thu Hằng, Diệu Hằng (1998)
- Nói Với Người Tình - Như Quỳnh & Tường Nguyên (1998)
- Hãy Để Tình Ngủ Yên - Diễm Liên (1998)
- Nếu Đời Không Có Anh (1998)
- The Dance Remixes (1999)
- Thuyền Xa Bến Xưa (1999)
- Điều Chưa Dám Nói - Như Quỳnh & Tường Nguyên (1999)
- Tình Đầu Khó Quên - Thu Hằng (1999)
- Tóc Em Đuôi Gà - Nhật Trung, La Sương Sương, Mạnh Khương, Thu Hằng, Diệu Hằng (1999)
- Hẹn Một Mùa Xuân - Như Quỳnh, Tường Nguyên, Tường Khuê, Phi Nhung (2000)
- Đa Đa Bay Xa - Tường Nguyên
- Người Thương Kẻ Nhớ (2001)
- Gọi Đò - Như Quỳnh & Tường Nguyên (2006)
- Lạ Giường (2011)
- Hương Kỷ Niệm - Như Quỳnh & Huỳnh Gia Tuấn (2012)
- Dấu Chân Kỷ Niệm (2022)
- Yêu Anh Em Chẳng Còn Gì (2025)...

## Chương trình truyền hình
| STT | Chương trình        | Vai trò         | Phát sóng | Năm  |
| --- | ------------------- | --------------- | --------- | ---- |
| 1   | Thần Tượng Bolero   | Huấn luyện viên | VTV3      | 2018 |
| 2   | Ban Nhạc Quyền Năng | Giám khảo       | THVL1     | 2019 |